# Playoffs du championnat de France de basket-ball 2013-2014
Vous lisez un « bon article » labellisé en 2014.
Pour un article plus général, voir Championnat de France de basket-ball de Pro A 2013-2014.
Navigation
Playoffs 2013 Playoffs 2015
Les playoffs du championnat de France de Pro A opposent à l'issue de la saison régulière les huit meilleures équipes du championnat. Ils se déroulent en trois tours (quarts de finale au meilleur des trois matchs, puis demi-finales et finale au meilleur des cinq matchs). Le vainqueur est couronné champion de France et accède directement à l'Euroligue.
L'édition 2014 fait suite à la saison régulière 2013-2014, du 12 mai au 5 juin 2014. Les équipes participantes sont, dans l'ordre du classement de la saison régulière : Strasbourg, Limoges, Le Mans, Nancy, Paris Levallois, Dijon, l'ASVEL et Chalon-sur-Saône. La JSF Nanterre, non qualifiée, ne peut pas défendre son titre.
En finale, le CSP Limoges domine Strasbourg trois manches à zéro et remporte son dixième titre de champion de France.

## Formule

### Règlement
| Match | Quarts de finale                    | Demi-finales                        | Finale                              |
| ----- | ----------------------------------- | ----------------------------------- | ----------------------------------- |
| 1     | Meilleur bilan en saison régulière  | Meilleur bilan en saison régulière  | Meilleur bilan en saison régulière  |
| 2     | Moins bon bilan en saison régulière | Meilleur bilan en saison régulière  | Meilleur bilan en saison régulière  |
| 3     | Meilleur bilan en saison régulière  | Moins bon bilan en saison régulière | Moins bon bilan en saison régulière |
| 4     | -                                   | Moins bon bilan en saison régulière | Moins bon bilan en saison régulière |
| 5     | -                                   | Meilleur bilan en saison régulière  | Meilleur bilan en saison régulière  |

Les huit meilleures équipes de la saison régulière sont qualifiées pour les playoffs de Pro A. La compétition se déroule en trois tours (quarts de finale, demi-finales et la finale).
Les quarts de finale se déroulent au meilleur des trois manches. Si une équipe mène la série 2 à 0, le troisième match n'est pas disputé. Les demi-finales et la finale se jouent au meilleur des cinq manches. Les matchs 4 et 5 sont disputés uniquement si nécessaire.
Le tableau des playoffs est défini suivant le classement des équipes à l'issue de la saison régulière. Lors des quarts de finale, le premier affronte le huitième (rencontre A), le second affronte le septième (rencontre B), le troisième affronte le sixième (rencontre C) et le quatrième affronte le cinquième (rencontre D). Lors des demi-finales, le vainqueur de la rencontre A affronte le vainqueur de la rencontre D (rencontre E) et le vainqueur de la rencontre B affronte le vainqueur de la rencontre C (rencontre F). La finale oppose le vainqueur de la rencontre E au vainqueur de la rencontre F. Le vainqueur de cette finale est désigné champion de France de Pro A.
Pour chaque tour, l'équipe jouant la rencontre à domicile est définie suivant le tableau ci-contre.

### Changement de formule
Après les playoffs au format 3-3-1 (quarts et demies en trois manches puis finale sur un match sec) entre 2005 et 2012 et les playoffs au format 3-3-5 (quarts et demies en trois manches puis finale en cinq manches) la saison dernière, la LNB a décidé d’innover de nouveau et de proposer désormais, en plus de la finale, les demi-finales en cinq manches.

Ce nouveau mode de fonctionnement rencontra un fort succès médiatique et populaire. Pour Alain Béral, président de la Ligue Nationale de Basket, « le but était d'arriver à "feuilletonner", (...) les confrontations en séries font partie de l'ADN de ce sport. (...) J'ai déjà eu des demandes de passer les quarts de finale en cinq manches ou la finale en sept manches. (...) Pour le moment, je pense que l'on a trouvé le bon équilibre, le bon rythme, pour le public, la télé et les joueurs. ».

## Équipes qualifiées

### Chronologie des qualifications
Premier à l'issue des saisons régulières 2012 et 2013, le BCM Gravelines-Dunkerque ne participe pourtant pas aux playoffs 2014, et ce pour la première fois depuis la saison 2007-2008.
Même sort pour la Chorale de Roanne non qualifiée après sept participations consécutives.
Strasbourg est la première équipe à obtenir son billet pour les playoffs après sa victoire sur Orléans (84-67) le 12 avril.
Une semaine plus tard, le 19 avril (28e journée), le CSP Limoges (vainqueur d'Antibes 99 à 93) et Le Mans (victorieux à Pau 85-75) prennent trois victoires d'avance sur la neuvième place, validant ainsi leur billet pour la suite du championnat. Quatorze ans après sa dernière participation, Limoges retrouve le top 8 du basket français. Pour sa part, Le Mans se qualifie pour la dix-huitième année consécutive.
Le 26 avril, lors de la 29e journée, quatre nouvelles équipes se qualifient : le Paris-Levallois, Dijon, Chalon-sur-Saône et Nancy. Paris, la seule de ces quatre équipes qui avait son destin en main, se qualifie après avoir dominé Orléans (78-61). Chalon, Dijon (sans même avoir joué) et Nancy profitent des défaites d'Orléans et de Nanterre pour prendre deux victoires d'avance sur la neuvième place et ainsi assurer leur qualification en playoffs. Il s'agit de la quatrième participation consécutive pour Chalon et de la deuxième pour Dijon. Nancy et Paris retrouvent le top 8 après une année d'absence.
Lors de la 30e et ultime journée, Lyon-Villeurbanne est la dernière équipe à obtenir sa qualification après sa victoire à Roanne (106-74), éliminant définitivement Orléans et Nanterre. C'est la deuxième fois dans l'histoire de la Pro A que le tenant du titre ne se qualifie pas en playoffs (la précédente équipe dans ce cas était justement l'ASVEL lors de la saison 2009-2010).

### Classement de la saison régulière
| Rang | Équipe               | Bilan | Statut                      | Date (et journée) d'obtention   | Date (et journée) d'obtention       | Date (et journée) d'obtention | Date (et journée) d'obtention |
| Rang | Équipe               | Bilan | Statut                      | Qualification pour les playoffs | Avantage du terrain au premier tour | Première place                |                               |
| ---- | -------------------- | ----- | --------------------------- | ------------------------------- | ----------------------------------- | ----------------------------- | ----------------------------- |
| 1    | Strasbourg F         | 20-10 | Qualifié                    | 12 avril (J27)                  | 5 mai (J30)                         | 5 mai (J30)                   |                               |
| 2    | Limoges              | 20-10 | Qualifié                    | 19 avril (J28)                  | 5 mai (J30)                         | —                             |                               |
| 3    | Le Mans              | 19-11 | Qualifié                    | 19 avril (J28)                  | 5 mai (J30)                         | —                             |                               |
| 4    | Nancy                | 18-12 | Qualifié                    | 26 avril (J29)                  | 5 mai (J30)                         | —                             |                               |
| 5    | Paris Levallois      | 18-12 | Qualifié                    | 26 avril (J29)                  | —                                   | —                             |                               |
| 6    | Dijon                | 18-12 | Qualifié                    | 26 avril (J29)                  | —                                   | —                             |                               |
| 7    | Lyon-Villeurbanne    | 17-13 | Qualifié                    | 5 mai (J30)                     | —                                   | —                             |                               |
| 8    | Chalon-sur-Saône     | 17-13 | Qualifié                    | 26 avril (J29)                  | —                                   | —                             |                               |
| 9    | Orléans              | 16-14 | Éliminé (J30)               | —                               | —                                   | —                             |                               |
| 10   | Nanterre T           | 16-14 | Éliminé (J30)               | —                               | —                                   | —                             |                               |
| 11   | Pau-Lacq-Orthez      | 15-15 | Éliminé (J29)               | —                               | —                                   | —                             |                               |
| 12   | Gravelines Dunkerque | 13-17 | Éliminé (J24)               | —                               | —                                   | —                             |                               |
| 13   | Cholet               | 12-18 | Éliminé (J24)               | —                               | —                                   | —                             |                               |
| 14   | Le Havre             | 9-21  | Éliminé (J23)               | —                               | —                                   | —                             |                               |
| 15   | Roanne               | 6-24  | Éliminé (J23) Relégué (J29) | —                               | —                                   | —                             |                               |
| 16   | Antibes              | 6-24  | Éliminé (J22) Relégué (J28) | —                               | —                                   | —                             |                               |

| Légende :                            |
| - Qualifié pour les Play-offs        |
| - Éliminé de la course aux Play-offs |
| T : Tenant du titre                  |
| F : Finaliste de Pro A 2012-2013     |
| Source classement : lnb.fr           |

### Salles des participants
Les clubs qui participent à la saison 2013-2014 disposent de certaines des plus grandes salles hébergeant des clubs de basket-ball en France : Strasbourg possède 6 098 places, Nancy 6 027, Le Mans 6 025, l'ASVEL 5 643 et Limoges 5 516. Les trois autres salles ont moins de 5 000 places : Chalon en compte 4 849, Dijon 4 628 et Paris-Levallois 3 900.
| \| Chalon-sur-Saône Dijon Le Mans Limoges Nancy Levallois-Perret Strasbourg Villeurbanne \| Localisation des clubs engagés en playoffs 2013-2014. |
| Chalon-sur-Saône Dijon Le Mans Limoges Nancy Levallois-Perret Strasbourg Villeurbanne                                                             |

| Chalon-sur-Saône Dijon Le Mans Limoges Nancy Levallois-Perret Strasbourg Villeurbanne |

## Tableau et programme
|  | Quarts de finale      | Quarts de finale              | Quarts de finale | Quarts de finale |                               |    | Demi-finales             | Demi-finales | Demi-finales | Demi-finales | Demi-finales | Demi-finales |   |  | Finale | Finale | Finale | Finale | Finale | Finale |
|  |                       |                               |                  |                  |                               |    |                          |              |              |              |              |              |   |  |        |        |        |        |        |        |
|  | 12, 14 et 16 mai 2014 |                               |                  |                  |                               |    |                          |              |              |              |              |              |   |  |        |        |        |        |        |        |
|  |                       |                               |                  |                  |                               |    |                          |              |              |              |              |              |   |  |        |        |        |        |        |        |
|  | (1) Strasbourg        | 93                            | 81               | 88               |                               |    |                          |              |              |              |              |              |   |  |        |        |        |        |        |        |
|  | (1) Strasbourg        | 93                            | 81               | 88               | 20, 22, 24, 26 et 28 mai 2014 |    |                          |              |              |              |              |              |   |  |        |        |        |        |        |        |
|  | (8) Chalon-sur-Saône  | 82                            | 91               | 81               |                               |    |                          |              |              |              |              |              |   |  |        |        |        |        |        |        |
|  | (8) Chalon-sur-Saône  | 82                            | 91               | 81               | (1) Strasbourg                | 87 | 64                       | 57           | 62           | 70           |              |              |   |  |        |        |        |        |        |        |
|  | 13, 15 et 17 mai 2014 |                               |                  |                  | (1) Strasbourg                | 87 | 64                       | 57           | 62           | 70           |              |              |   |  |        |        |        |        |        |        |
|  |                       | (4) Nancy                     | 89               | 51               | 67                            | 57 | 58                       |              |              |              |              |              |   |  |        |        |        |        |        |        |
|  | (4) Nancy             | (4) Nancy                     | 89               | 51               | 67                            | 57 | 58                       | 70           | 75           | 90           |              |              |   |  |        |        |        |        |        |        |
|  | (4) Nancy             |                               |                  |                  |                               |    | 31 mai, 2 et 5 juin 2014 | 70           | 75           | 90           |              |              |   |  |        |        |        |        |        |        |
|  | (5) Paris Levallois   | 61                            | 97               | 73               |                               |    |                          |              |              |              |              |              |   |  |        |        |        |        |        |        |
|  | (5) Paris Levallois   | 61                            | 97               | 73               | (1) Strasbourg                | 65 | 68                       | 70           | -            | -            |              |              |   |  |        |        |        |        |        |        |
|  | 12 et 14 mai 2014     |                               |                  |                  | (1) Strasbourg                | 65 | 68                       | 70           | -            | -            |              |              |   |  |        |        |        |        |        |        |
|  |                       | (2) Limoges                   | 77               | 74               | 73                            | -  | -                        |              |              |              |              |              |   |  |        |        |        |        |        |        |
|  | (2) Limoges           | (2) Limoges                   | 77               | 74               | 73                            | -  | -                        | 92           | 96           | -            |              |              |   |  |        |        |        |        |        |        |
|  | (2) Limoges           | 19, 21, 23, 25 et 27 mai 2014 |                  |                  |                               |    |                          | 92           | 96           | -            |              |              |   |  |        |        |        |        |        |        |
|  | (7) Lyon-Villeurbanne | 56                            | 74               | -                |                               |    |                          |              |              |              |              |              |   |  |        |        |        |        |        |        |
|  | (7) Lyon-Villeurbanne | 56                            | 74               | -                | (2) Limoges                   | 70 | 71                       | 63           | 73           | 80           |              |              |   |  |        |        |        |        |        |        |
|  | 13 et 15 mai 2014     |                               |                  |                  | (2) Limoges                   | 70 | 71                       | 63           | 73           | 80           |              |              |   |  |        |        |        |        |        |        |
|  |                       | (6) Dijon                     | 71               | 63               | 60                            | 79 | 64                       |              |              |              |              |              |   |  |        |        |        |        |        |        |
|  | (3) Le Mans           | (6) Dijon                     | 71               | 63               | 60                            | 79 | 64                       | 75           | 77           | -            |              |              |   |  |        |        |        |        |        |        |
|  | (3) Le Mans           |                               |                  |                  |                               |    |                          | 75           | 77           | -            |              |              |   |  |        |        |        |        |        |        |
|  | (6) Dijon             | 80                            | 81               | -                |                               |    |                          |              |              |              |              |              |   |  |        |        |        |        |        |        |
|  | (6) Dijon             | 80                            | 81               | -                |                               |    |                          |              |              |              |              |              |   |  |        |        |        |        |        |        |
|  |                       |                               |                  |                  |                               |    |                          |              |              |              |              |              | - |  |        |        |        |        |        |        |

Les équipes jouent tous les deux jours en alternance lors des quarts de finale et demi-finales. Durant la finale, les matchs sont disputés tous les deux jours sur un même site et offrent deux journées de repos lors des transferts.
| Mai - juin 2014  | Mai - juin 2014  | 12 | 13 | 14 | 15 | 16 | 17 | 18 | 19 | 20 | 21 | 22 | 23 | 24 | 25 | 26 | 27 | 28 | 29 | 30 | 31 | 1er | 2 | 3 | 4 | 5 | 6 | 7 | 8 | 9 | 10 |
| ---------------- | ---------------- | -- | -- | -- | -- | -- | -- | -- | -- | -- | -- | -- | -- | -- | -- | -- | -- | -- | -- | -- | -- | --- | - | - | - | - | - | - | - | - | -- |
| Quarts de finale | Quarts de finale | 2  | 2  | 2  | 2  | 1  | 1  |    |    |    |    |    |    |    |    |    |    |    |    |    |    |     |   |   |   |   |   |   |   |   |    |
| Demi-finales     | Demi-finales     |    |    |    |    |    |    |    | 1  | 1  | 1  | 1  | 1  | 1  | 1  | 1  | 1  | 1  |    |    |    |     |   |   |   |   |   |   |   |   |    |
| Finale           | Finale           |    |    |    |    |    |    |    |    |    |    |    |    |    |    |    |    |    |    |    | 1  |     | 1 |   |   | 1 |   | 1 |   |   | 1  |

- Nombre de matchs disputés par journée
- Dates initiales des matchs non joués de la finale

## Quarts de finale

### Strasbourg - Chalon-sur-Saône
Ces deux équipes se sont affrontées deux fois cette saison, chacune remportant un match. Strasbourg a gagné la rencontre aller au Rhénus le 12 octobre 2013 (78-68), avant que Chalon-sur-Saône ne prenne sa revanche au Colisée lors de la seizième journée, le 18 janvier 2014 (93-71).

C'est la première fois de leur histoire que ces deux équipes se rencontrent en playoffs.
| 12 mai 2014 20 h 00 CEST | Statistiques | Strasbourg                                                        | 93–82                               | Chalon-sur-Saône                                           |  | Rhénus Sport, Strasbourg Affluence : 5 080 Arbitres : Nicolas Maestre Jean Charles Collin Carole Delaune |
| 12 mai 2014 20 h 00 CEST | Statistiques | Score par quart-temps : 30-16, 23-28, 20-21, 20-17                |                                     |                                                            |  | Rhénus Sport, Strasbourg Affluence : 5 080 Arbitres : Nicolas Maestre Jean Charles Collin Carole Delaune |
| 12 mai 2014 20 h 00 CEST | Statistiques | Score par mi-temps : 53-44, 40-38                                 |                                     |                                                            |  | Rhénus Sport, Strasbourg Affluence : 5 080 Arbitres : Nicolas Maestre Jean Charles Collin Carole Delaune |
| 12 mai 2014 20 h 00 CEST | Statistiques | Antoine Diot 18 David Andersen 6 Louis Campbell 8 Antoine Diot 23 | Points Rebonds Passes d. Évaluation | Kris Joseph 19 Jon Brockman 5 Kris Joseph 4 Kris Joseph 22 |  | Rhénus Sport, Strasbourg Affluence : 5 080 Arbitres : Nicolas Maestre Jean Charles Collin Carole Delaune |
| 12 mai 2014 20 h 00 CEST | Statistiques | Strasbourg mène la série 1 à 0.                                   |                                     |                                                            |  | Rhénus Sport, Strasbourg Affluence : 5 080 Arbitres : Nicolas Maestre Jean Charles Collin Carole Delaune |

Premier de la saison régulière et finaliste malheureux la saison passée, Strasbourg ne compte pas attendre bien longtemps avant de confirmer son statut et ses ambitions face à l'Élan Chalon. Le match d'ouverture de la série est idéalement lancé pour les Alsaciens qui remportent le premier quart-temps 30 à 16. Dans le sillage de Kris Joseph (19 points, 4 passes et 3 rebonds), Chalon parvient à réduire progressivement l'écart en revenant dans un premier temps à neuf longueurs à la mi-temps (53-44) puis à quatre points (82-78) à cinq minutes du terme de la rencontre. Portés par les 5 080 spectateurs du Rhénus[réf. nécessaire], David Andersen (17 points, 6 rebonds et 3 passes) et Antoine Diot (18 points, 5 passes et 4 rebonds) inscrivent deux paniers à trois points coup sur coup dans le money-time, tuant le suspense de la rencontre et permettant à Strasbourg d’empocher le premier match.
| 14 mai 2014 20 h 50 CEST | Statistiques | Chalon-sur-Saône                                                                             | 91–81                               | Strasbourg                                                                          |  | Le Colisée, Chalon-sur-Saône Affluence : 4 800 Arbitres : Regis Bardera Mehdi Difallah Ivan Paic | Canal+ Sport |
| 14 mai 2014 20 h 50 CEST | Statistiques | Score par quart-temps : 23-17, 17-26, 22-19, 29-19                                           |                                     |                                                                                     |  | Le Colisée, Chalon-sur-Saône Affluence : 4 800 Arbitres : Regis Bardera Mehdi Difallah Ivan Paic | Canal+ Sport |
| 14 mai 2014 20 h 50 CEST | Statistiques | Score par mi-temps : 40-43, 51-38                                                            |                                     |                                                                                     |  | Le Colisée, Chalon-sur-Saône Affluence : 4 800 Arbitres : Regis Bardera Mehdi Difallah Ivan Paic | Canal+ Sport |
| 14 mai 2014 20 h 50 CEST | Statistiques | A. J. Slaughter 22 C. Capela, J. Brockman 6 A. J. Slaughter 8 J. Aboudou, A. J. Slaughter 23 | Points Rebonds Passes d. Évaluation | A. Toupane, T. Abromaitis 14 A. Toupane, J. Leloup 4 Paul Lacombe 6 Paul Lacombe 18 |  | Le Colisée, Chalon-sur-Saône Affluence : 4 800 Arbitres : Regis Bardera Mehdi Difallah Ivan Paic | Canal+ Sport |
| 14 mai 2014 20 h 50 CEST | Statistiques | Égalité dans la série 1 à 1.                                                                 |                                     |                                                                                     |  | Le Colisée, Chalon-sur-Saône Affluence : 4 800 Arbitres : Regis Bardera Mehdi Difallah Ivan Paic | Canal+ Sport |

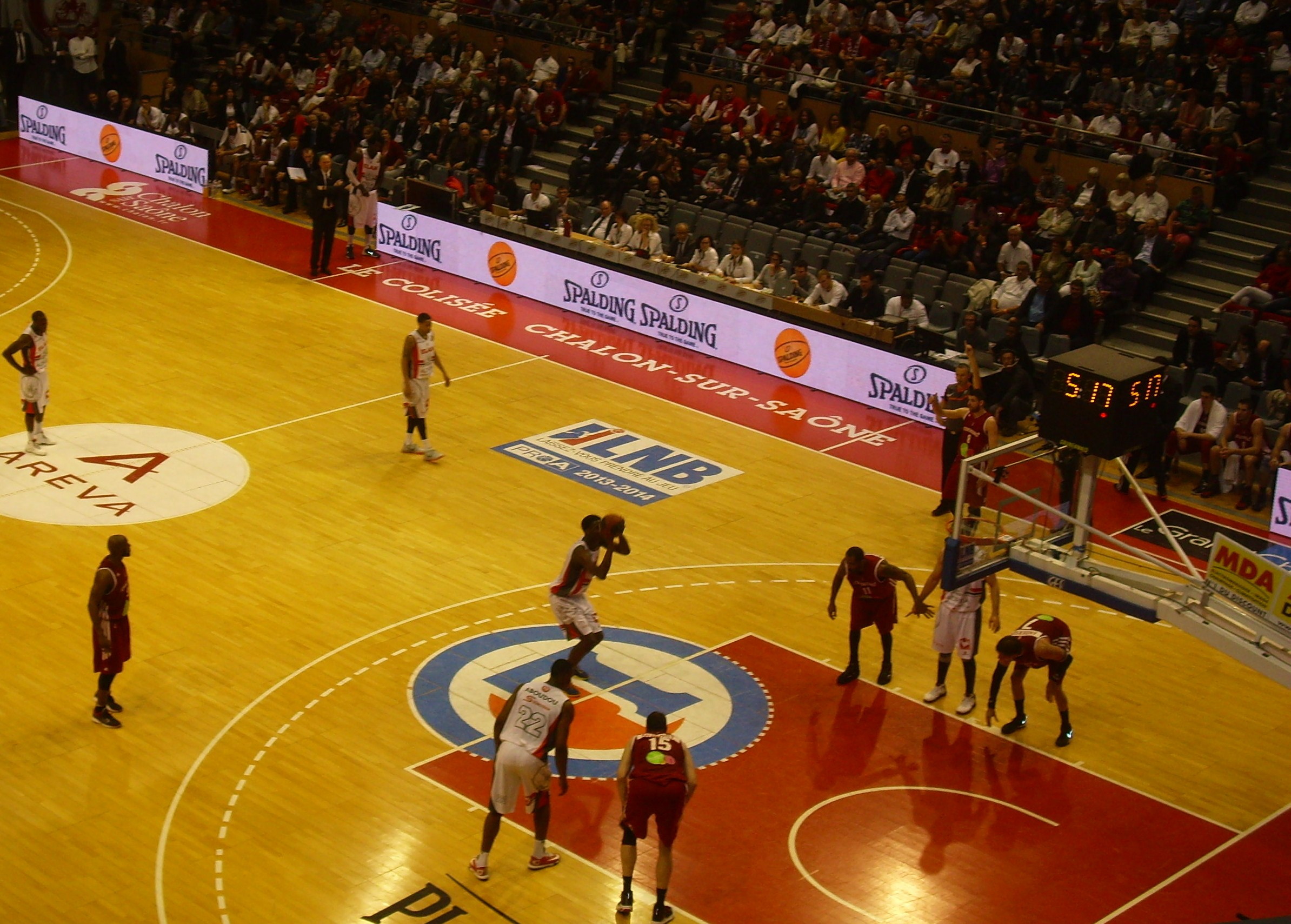
Lancer-franc pour les locaux lors du match retour entre l’Élan Chalon et Strasbourg

Battu au match aller mais pas abattu, Chalon-sur-Saône compte bien renverser la série et décrocher une belle au Rhénus deux jours plus tard. Dominé une seule fois au Colisée depuis janvier 2014 (défaite contre Nancy 71-80), les Bourguignons abordent la rencontre le couteau entre les dents, démarrant par un 7 à 2. Strasbourg revient et les deux équipes sont au coude à coude jusqu’à la mi-temps où les Alsaciens virent en tête (40-43) après un 9-0 passé dans le second quart-temps. Chalon ne craque pas et va même enflammer le match grâce à trois tirs primés consécutifs de Kris Joseph[réf. nécessaire] (17 points et 1 passe) et d'Erving Walker (11 points et 2 passes). Les deux formations sont dos à dos avant d’aborder le quatrième quart-temps (62-62). Jordan Aboudou (15 points, 5 rebonds et 2 passes) et ses coéquipiers haussent leur niveau de jeu dans le money-time et se détachent une bonne fois pour toutes : 91 à 81, score final. À noter côté strasbourgeois, les belles performances, d’Axel Toupane (14 points à 86 % et 4 rebonds) et de Paul Lacombe (9 points, 6 passes, 2 rebonds, 2 contres et 3 interceptions).
| 16 mai 2014 20 h 50 CEST | Statistiques | Strasbourg                                                            | 88–81                               | Chalon-sur-Saône                                                                  |  | Rhénus Sport, Strasbourg Affluence : 5 850 Arbitres : Joseph Bissang David Chambon Yohan Rosso | Canal+ Sport |
| 16 mai 2014 20 h 50 CEST | Statistiques | Score par quart-temps : 16-18, 19-20, 29-25, 24-18                    |                                     |                                                                                   |  | Rhénus Sport, Strasbourg Affluence : 5 850 Arbitres : Joseph Bissang David Chambon Yohan Rosso | Canal+ Sport |
| 16 mai 2014 20 h 50 CEST | Statistiques | Score par mi-temps : 35-38, 53-43                                     |                                     |                                                                                   |  | Rhénus Sport, Strasbourg Affluence : 5 850 Arbitres : Joseph Bissang David Chambon Yohan Rosso | Canal+ Sport |
| 16 mai 2014 20 h 50 CEST | Statistiques | David Andersen 18 Antoine Diot 7 A. Diot, J. Leloup 5 Antoine Diot 22 | Points Rebonds Passes d. Évaluation | Jordan Aboudou 21 Ilian Evtimov 10 A. J. Slaughter, K. Joseph 3 Jordan Aboudou 21 |  | Rhénus Sport, Strasbourg Affluence : 5 850 Arbitres : Joseph Bissang David Chambon Yohan Rosso | Canal+ Sport |
| 16 mai 2014 20 h 50 CEST | Statistiques | Strasbourg remporte la série 2 à 1.                                   |                                     |                                                                                   |  | Rhénus Sport, Strasbourg Affluence : 5 850 Arbitres : Joseph Bissang David Chambon Yohan Rosso | Canal+ Sport |

Strasbourg n’a pas d’autre choix que de s’imposer pour ne pas emprunter le même chemin que le BCM Gravelines Dunkerque, éliminé deux ans de suite en quart de finale après avoir terminé la saison régulière en tête. La rencontre est indécise, mais dès la deuxième minute de jeu Romain Duport, le pivot et l’une des pièces maîtresses de la SIG, se rompt les ligaments croisés antérieurs du genou droit. À la mi-temps, Jordan Aboudou (21 points, 5 rebonds, 1 passe) et les siens mènent au score 35 à 38. La réussite longue distance de Louis Campbell (3 tirs à trois points dans le troisième quart-temps pour 17 points et 3 passes à la fin) permet à Strasbourg de reprendre les commandes à la 30e minute (64-63). Dans le dernier quart-temps, Chalon domine (75-71, 36e), mais Kris Joseph (9 points et 3 passes) est l'auteur d'une faute antisportive qui sonne comme un véritable coup de massue pour les Bourguignons, désormais menés de 4 points (82-77, 38e). Strasbourg s'envole vers la qualification pour les demi-finales, 88 à 81, score final. David Andersen (18 points, 5 rebonds), Antoine Diot (11 points, 7 rebonds, 5 passes) et Jérémy Leloup (13 points, 5 rebonds, 5 passes) ont grandement participé au succès de leur équipe.
| Strasbourg     | Strasbourg | Catégorie                   | Chalon-sur-Saône | Chalon-sur-Saône |
| -------------- | ---------- | --------------------------- | ---------------- | ---------------- |
| David Andersen | 45 (15,0)  | Points (moy. par match)     | 45 (15,0)        | Kris Joseph      |
| David Andersen | 14 (4,7)   | Rebonds (moy. par match)    | 18 (6,0)         | Jon Brockman     |
| Louis Campbell | 16 (5,3)   | Passes (moy. par match)     | 13 (4,3)         | A. J. Slaughter  |
| Antoine Diot   | 49 (16,3)  | Évaluation (moy. par match) | 52 (17,3)        | Jordan Aboudou   |

| Match | Joueur          | Équipe     | Évaluation | Points | Rebonds | Passes |
| ----- | --------------- | ---------- | ---------- | ------ | ------- | ------ |
| 1     | Antoine Diot    | Strasbourg | 23         | 18     | 4       | 5      |
| 2     | A. J. Slaughter | Chalon     | 23         | 22     | 1       | 8      |
| 3     | Antoine Diot    | Strasbourg | 22         | 11     | 7       | 5      |

### Limoges - Lyon-Villeurbanne
Limoges a remporté les deux confrontations de saison régulière : le match aller à Beaublanc le 14 janvier 2014 (90-85) et le match retour à l'Astroballe de Villeurbanne le 29 avril 2014 (70-73). C'est la sixième fois de l'histoire que ces deux équipes s'affrontent en playoffs. Limoges mène cette opposition (3 séries remportées à 2) en ayant remporté les confrontations de 1989 (2 à 1 : 110-86, 103-106, 127-101), 1995 (2 à 0 : 81-70, 83-58) et 1998 (2 à 1 : 55-63, 70-60, 76-74) ; Lyon-Villeurbanne glanant les séries de 1997 (2 à 1 : 74-70, 76-89, 79-73) et 1999 (2 à 0 : 92-59, 76-69). C'est la quatrième fois que les deux clubs se font face en quarts de finale.
| 12 mai 2014 20 h 50 CEST | Statistiques | Limoges                                                                            | 92–56                               | Lyon-Villeurbanne                                                                       |  | Palais des sports de Beaublanc, Limoges Affluence : 5 500 Arbitres : David Chambon Johann Jeanneau David Mortz | Canal+ Sport |
| 12 mai 2014 20 h 50 CEST | Statistiques | Score par quart-temps : 26-14, 23-13, 22-11, 21-18                                 |                                     |                                                                                         |  | Palais des sports de Beaublanc, Limoges Affluence : 5 500 Arbitres : David Chambon Johann Jeanneau David Mortz | Canal+ Sport |
| 12 mai 2014 20 h 50 CEST | Statistiques | Score par mi-temps : 49-27, 43-29                                                  |                                     |                                                                                         |  | Palais des sports de Beaublanc, Limoges Affluence : 5 500 Arbitres : David Chambon Johann Jeanneau David Mortz | Canal+ Sport |
| 12 mai 2014 20 h 50 CEST | Statistiques | N. Boungou Colo, J. R. Reynolds 18 Adrien Moerman 9 Alex Acker 7 Adrien Moerman 26 | Points Rebonds Passes d. Évaluation | Uche Nsonwu-Amadi 10 Thomas Abercrombie 7 S. Machado, G. Joseph 3 Thomas Abercrombie 14 |  | Palais des sports de Beaublanc, Limoges Affluence : 5 500 Arbitres : David Chambon Johann Jeanneau David Mortz | Canal+ Sport |
| 12 mai 2014 20 h 50 CEST | Statistiques | Limoges mène la série 1 à 0.                                                       |                                     |                                                                                         |  | Palais des sports de Beaublanc, Limoges Affluence : 5 500 Arbitres : David Chambon Johann Jeanneau David Mortz | Canal+ Sport |

Vainqueur de leur dernière opposition en playoffs (lors des finales 2000) et des deux rencontres de la saison régulière, Limoges n'a encore une fois pas laissé la moindre chance à la Green Team lors du match 1. Emmené par un Adrien Moerman des grands soirs (14 points, 9 rebonds et 2 passes pour 26 d'évaluation), le CSP fait rapidement la différence face à des Villeurbannais hors sujet : 11-0 après 2 minutes puis 49-27 à la pause. La seconde mi-temps est du même acabit, l'ASVEL ne parvient pas à renverser la vapeur et termine la rencontre avec des statistiques extrêmement faibles (2/20 à trois points, 14 balles perdues pour 48 d'évaluation générale). Le match s'achève sur le score de 92 à 56 pour Limoges, porté par le trio extérieur Nobel Boungou Colo (18 points, 3 rebonds et 2 passes), J. R. Reynolds (18 points à 6/8 à trois points et 2 rebonds) et Alex Acker (13 points, 7 passes, 4 rebonds).
| 14 mai 2014 20 h 50 CEST | Statistiques | Lyon-Villeurbanne                                           | 74–96                               | Limoges                                                                       |  | Astroballe, Villeurbanne Arbitres : Mathieu Hosselet Yohan Rosso Anibal Castano |
| 14 mai 2014 20 h 50 CEST | Statistiques | Score par quart-temps : 11-23, 35-23, 10-30, 18-20          |                                     |                                                                               |  | Astroballe, Villeurbanne Arbitres : Mathieu Hosselet Yohan Rosso Anibal Castano |
| 14 mai 2014 20 h 50 CEST | Statistiques | Score par mi-temps : 46-46, 28-50                           |                                     |                                                                               |  | Astroballe, Villeurbanne Arbitres : Mathieu Hosselet Yohan Rosso Anibal Castano |
| 14 mai 2014 20 h 50 CEST | Statistiques | Edwin Jackson 19 Amara Sy 12 M. Keselj, A. Sy 6 Amara Sy 24 | Points Rebonds Passes d. Évaluation | Adrien Moerman 21 Nobel Boungou Colo 5 Nobel Boungou Colo 6 Adrien Moerman 30 |  | Astroballe, Villeurbanne Arbitres : Mathieu Hosselet Yohan Rosso Anibal Castano |
| 14 mai 2014 20 h 50 CEST | Statistiques | Limoges remporte la série 2 à 0.                            |                                     |                                                                               |  | Astroballe, Villeurbanne Arbitres : Mathieu Hosselet Yohan Rosso Anibal Castano |

Dos au mur, Villeurbanne doit absolument s'imposer à domicile pour ne pas mettre fin définitivement à sa saison. Pourtant, ce sont bien les Limougeauds qui rentrent les premiers dans la partie en prenant l'avantage dès les premières minutes (11-23, 10e). Les joueurs de l'entraîneur villeurbannais Pierre Vincent réagissent et élèvent leur niveau de jeu pour la première fois de la série en inscrivant 35 points lors du deuxième quart-temps par l'intermédiaire d'Edwin Jackson et d'Amara Sy (respectivement 12 et 9 points dans le deuxième quart), revenant ainsi à égalité (46-46) à la mi-temps. La réaction des Limougeauds est tout aussi cinglante. En moins de deux minutes, ils font basculer le match en leur faveur en inscrivant coup sur coup quatre tirs à trois points[réf. nécessaire], portant ainsi le score à 76-56 à la fin du troisième quart. La dernière période n'est qu'une formalité, le CSP est la première équipe à rejoindre le dernier carré des playoffs. Adrien Moerman a encore une fois réalisé un match solide, compilant 21 points à 8/9 aux tirs dont 4/5 à trois points, 4 rebonds, 3 passes, 2 contres et 2 interceptions pour 30 d'évaluation. À Villeurbanne, Amara Sy termine la rencontre avec 16 points et 12 rebonds tandis qu'Edwin Jackson compile 19 points.
| Limoges            | Limoges   | Catégorie                   | Villeurbanne | Villeurbanne  |
| ------------------ | --------- | --------------------------- | ------------ | ------------- |
| Nobel Boungou Colo | 35 (17,5) | Points (moy. par match)     | 28 (14,0)    | Edwin Jackson |
| Adrien Moerman     | 13 (6,5)  | Rebonds (moy. par match)    | 15 (7,5)     | Amara Sy      |
| Alex Acker         | 11 (5,5)  | Passes (moy. par match)     | 7 (3,5)      | Marko Kešelj  |
| Adrien Moerman     | 56 (28,0) | Évaluation (moy. par match) | 24 (12,0)    | Amara Sy      |

| Match | Joueur         | Équipe  | Évaluation | Points | Rebonds | Passes |
| ----- | -------------- | ------- | ---------- | ------ | ------- | ------ |
| 1     | Adrien Moerman | Limoges | 26         | 14     | 9       | 2      |
| 2     | Adrien Moerman | Limoges | 30         | 21     | 4       | 3      |

### Le Mans - Dijon
Les deux équipes se sont rencontrées deux fois cette saison. Dijon, invaincu à domicile cette saison, a remporté le match aller le 26 octobre 2013 (63-47) et Le Mans a gagné le match retour le 1er février 2014 (74-56).

Il s'agit de la seconde confrontation entre ces deux équipes en playoffs. Lors de la saison 2003-2004, Le Mans (premier de la saison régulière) élimina Dijon (huitième) deux manches à zéro (89-75, 85-66).
| 13 mai 2014 20 h 00 CEST | Statistiques | Le Mans                                                            | 75–80                               | Dijon                                                             |  | Antarès, Le Mans Affluence : 5 250 Arbitres : Eddie Viator Carlos Mateus Fabrice Canet |
| 13 mai 2014 20 h 00 CEST | Statistiques | Score par quart-temps : 20-21, 7-16, 24-12, 24-31                  |                                     |                                                                   |  | Antarès, Le Mans Affluence : 5 250 Arbitres : Eddie Viator Carlos Mateus Fabrice Canet |
| 13 mai 2014 20 h 00 CEST | Statistiques | Score par mi-temps : 27-37, 48-43                                  |                                     |                                                                   |  | Antarès, Le Mans Affluence : 5 250 Arbitres : Eddie Viator Carlos Mateus Fabrice Canet |
| 13 mai 2014 20 h 00 CEST | Statistiques | DaShaun Wood 24 Charles Kahudi 10 Vaughn Duggins 4 DaShaun Wood 19 | Points Rebonds Passes d. Évaluation | Mykal Riley 31 Anthony Dobbins 10 T. J. Campbell 5 Mykal Riley 35 |  | Antarès, Le Mans Affluence : 5 250 Arbitres : Eddie Viator Carlos Mateus Fabrice Canet |
| 13 mai 2014 20 h 00 CEST | Statistiques | Dijon mène la série 1 à 0.                                         |                                     |                                                                   |  | Antarès, Le Mans Affluence : 5 250 Arbitres : Eddie Viator Carlos Mateus Fabrice Canet |

Meilleure équipe de la saison régulière à domicile, mais connaissant de grosses difficultés à l'extérieur (neuf revers consécutifs avant ce match), Dijon est allé chercher un succès primordial à Antarès avant d'aborder la deuxième rencontre. Une victoire que les Bourguignons doivent en partie à Mykal Riley, leur bondissant ailier américain, auteur d'une performance de très haut niveau avec 31 points, 8 rebonds, 2 contres et 2 interceptions pour 35 d'évaluation. Pourtant la rencontre ne démarre pas si bien pour la JDA, rapidement menée 16 à 8 après cinq minutes de jeu. Mais leur retard est comblé grâce à une défense étouffante et à l'adresse de Riley qui inscrit 13 points en quinze minutes pour permettre à son équipe de prendre dix longueurs d'avance à la pause (37-27). Devant son public, Le Mans ne lâche pas et, sous l'impulsion de DaShaun Wood (24 points, 3 passes, 2 rebonds), revient à seulement deux longueurs (51-49, 30e). Le money-time est serré, mais Dijon ne tremble pas et inscrit tous ses lancers-francs (8/8) pour s’adjuger le gain du premier match : 80 à 75.
| 15 mai 2014 19 h 00 CEST | Statistiques | Dijon                                                          | 81–77                               | Le Mans                                                          |  | Palais des Sports Jean-Michel Geoffroy, Dijon Affluence : 4 300 Arbitres : Joseph Bissang Mehdi Difallah Carole Delaune | Canal+ Sport |
| 15 mai 2014 19 h 00 CEST | Statistiques | Score par quart-temps : 20-22, 17-18, 20-18, 24-19             |                                     |                                                                  |  | Palais des Sports Jean-Michel Geoffroy, Dijon Affluence : 4 300 Arbitres : Joseph Bissang Mehdi Difallah Carole Delaune | Canal+ Sport |
| 15 mai 2014 19 h 00 CEST | Statistiques | Score par mi-temps : 37-40, 44-37                              |                                     |                                                                  |  | Palais des Sports Jean-Michel Geoffroy, Dijon Affluence : 4 300 Arbitres : Joseph Bissang Mehdi Difallah Carole Delaune | Canal+ Sport |
| 15 mai 2014 19 h 00 CEST | Statistiques | Mykal Riley 31 Mykal Riley 12 Anthony Dobbins 3 Mykal Riley 37 | Points Rebonds Passes d. Évaluation | Vaughn Duggins 21 Dounia Issa 7 DaShaun Wood 6 Vaughn Duggins 21 |  | Palais des Sports Jean-Michel Geoffroy, Dijon Affluence : 4 300 Arbitres : Joseph Bissang Mehdi Difallah Carole Delaune | Canal+ Sport |
| 15 mai 2014 19 h 00 CEST | Statistiques | Dijon remporte la série 2 à 0.                                 |                                     |                                                                  |  | Palais des Sports Jean-Michel Geoffroy, Dijon Affluence : 4 300 Arbitres : Joseph Bissang Mehdi Difallah Carole Delaune | Canal+ Sport |

Surprenant vainqueur du match aller et invaincu à domicile depuis un an jour pour jour, Dijon n'a pas manqué l'occasion de se qualifier pour la première fois de son histoire pour les demi-finales de Pro A, bénéficiant (bien involontairement) de la blessure de Charles Kahudi. Pourtant, à la 38e minute de jeu, la série semble prendre le chemin d'un match d'appui lorsque DaShaun Wood (6 points, 6 passes, 3 rebonds) inscrit un tir à trois points et donne 7 unités d'avance au Mans (77-70). La réaction bourguignonne est alors sans appel : T. J. Campbell marque sept points consécutifs pour revenir à égalité ; Mykal Riley (une nouvelle fois décisif avec 31 points et 12 rebonds pour 37 d'évaluation) et Andre Harris (13 points et 3 rebonds) s'occupent de faire définitivement basculer la rencontre dans les dernières secondes, pour décrocher une victoire 81 à 77. Dijon s'offre le luxe de sortir en deux manches des Manceaux abattus par le scénario cruel de ce match retour. Vaughn Duggins, meilleur marqueur du Mans, termine la rencontre avec 21 points et 3 passes.
Riley affiche ainsi sur cette série une moyenne de 36 d'évaluation, soit le record absolu sur un tour de playoffs en Pro A sur les dix dernières années.
| Le Mans        | Le Mans   | Catégorie                   | Dijon     | Dijon          |
| -------------- | --------- | --------------------------- | --------- | -------------- |
| Vaughn Duggins | 33 (16,5) | Points (moy. par match)     | 62 (31,0) | Mykal Riley    |
| Dounia Issa    | 14 (7,0)  | Rebonds (moy. par match)    | 20 (10,0) | Mykal Riley    |
| DaShaun Wood   | 9 (4,5)   | Passes (moy. par match)     | 7 (3,5)   | T. J. Campbell |
| Vaughn Duggins | 34 (17,0) | Évaluation (moy. par match) | 72 (36,0) | Mykal Riley    |

| Match | Joueur      | Équipe | Évaluation | Points | Rebonds | Passes |
| ----- | ----------- | ------ | ---------- | ------ | ------- | ------ |
| 1     | Mykal Riley | Dijon  | 35         | 31     | 8       | 1      |
| 2     | Mykal Riley | Dijon  | 37         | 31     | 12      | 2      |

### Nancy - Paris-Levallois
Les rencontres de saison régulière entre le SLUC Nancy et le Paris Levallois ont débouché sur une égalité : un partout. Paris a remporté le match aller le 20 décembre 2013 (84-73) au Palais des Sports Marcel Cerdan et Nancy a triomphé lors du match retour le 22 avril 2014 (66-59).
Les deux clubs ne se sont jamais rencontrés en playoffs auparavant.
| 13 mai 2014 20 h 50 CEST | Statistiques | Nancy                                                                     | 70–61                               | Paris Levallois                                                 |  | Palais des sports Jean-Weille, Nancy Arbitres : Regis Bardera Paul Antiphon Hugues Thepenier | Canal+ Sport |
| 13 mai 2014 20 h 50 CEST | Statistiques | Score par quart-temps : 17-15, 19-9, 14-15, 20-22                         |                                     |                                                                 |  | Palais des sports Jean-Weille, Nancy Arbitres : Regis Bardera Paul Antiphon Hugues Thepenier | Canal+ Sport |
| 13 mai 2014 20 h 50 CEST | Statistiques | Score par mi-temps : 36-24, 34-37                                         |                                     |                                                                 |  | Palais des sports Jean-Weille, Nancy Arbitres : Regis Bardera Paul Antiphon Hugues Thepenier | Canal+ Sport |
| 13 mai 2014 20 h 50 CEST | Statistiques | Clevin Hannah 26 Randal Falker 11 C. Hannah, R. Falker 3 Clevin Hannah 25 | Points Rebonds Passes d. Évaluation | Elton Brown 13 Andrew Albicy 7 Andrew Albicy 4 Andrew Albicy 16 |  | Palais des sports Jean-Weille, Nancy Arbitres : Regis Bardera Paul Antiphon Hugues Thepenier | Canal+ Sport |
| 13 mai 2014 20 h 50 CEST | Statistiques | Nancy mène la série 1 à 0.                                                |                                     |                                                                 |  | Palais des sports Jean-Weille, Nancy Arbitres : Regis Bardera Paul Antiphon Hugues Thepenier | Canal+ Sport |

Deux jours après avoir disputé la finale de la coupe de France face à la JSF Nanterre (défaite 50-55), le SLUC Nancy ouvre sa série contre l'autre club francilien de la ligue, le Paris Levallois. La rencontre est serrée, les deux équipes se rendent coup pour coup par l'intermédiaire de Landing Sané (10 points, 6 rebonds, 2 passes) côté parisien et de Paul Harris (18 points et 5 rebonds) côté nancéien. L'étroitesse du calendrier ne gène par les lorrains qui résistent et qui parviennent même à s'imposer 70 à 61 à la suite d'un festival de Clevin Hannah (26 points, 6 rebonds et 3 passes) auteur de 10 points lors des 4 dernières minutes. Elton Brown est le meilleur marqueur francilien avec 13 unités, tandis qu'Andrew Albicy termine la rencontre avec 11 points, 7 rebonds et 4 passes décisives.
| 15 mai 2014 20 h 30 CEST | Statistiques | Paris Levallois                                                | 97–75                               | Nancy                                                                           |  | Palais des sports Marcel-Cerdan, Levallois Affluence : 2 200 Arbitres : Johan Jeanneau Jean-Charles Collin Gilles Bretagne |
| 15 mai 2014 20 h 30 CEST | Statistiques | Score par quart-temps : 25-23, 23-6, 24-21, 25-25              |                                     |                                                                                 |  | Palais des sports Marcel-Cerdan, Levallois Affluence : 2 200 Arbitres : Johan Jeanneau Jean-Charles Collin Gilles Bretagne |
| 15 mai 2014 20 h 30 CEST | Statistiques | Score par mi-temps : 48-29, 49-46                              |                                     |                                                                                 |  | Palais des sports Marcel-Cerdan, Levallois Affluence : 2 200 Arbitres : Johan Jeanneau Jean-Charles Collin Gilles Bretagne |
| 15 mai 2014 20 h 30 CEST | Statistiques | Nicolas Lang 17 Elton Brown 7 Daniel Ewing 7 Louis Labeyrie 16 | Points Rebonds Passes d. Évaluation | Jean-Michel Mipoka 17 Florent Piétrus 6 Kenny Grant 4 C. Hannah, J.M. Mipoka 16 |  | Palais des sports Marcel-Cerdan, Levallois Affluence : 2 200 Arbitres : Johan Jeanneau Jean-Charles Collin Gilles Bretagne |
| 15 mai 2014 20 h 30 CEST | Statistiques | Égalité dans la série 1 à 1.                                   |                                     |                                                                                 |  | Palais des sports Marcel-Cerdan, Levallois Affluence : 2 200 Arbitres : Johan Jeanneau Jean-Charles Collin Gilles Bretagne |

Le club francilien a complètement renversé la vapeur dans sa salle de Levallois, inscrivant près de 100 points cette fois-ci, grâce à une adresse remarquable surlignée par un 15/29 à trois points. Le match était plié dès la mi-temps, que les Parisiens ont atteinte en passant un 23-0 en neuf minutes au deuxième quart-temps. Sept joueurs de Paris-Levallois terminent avec une évaluation supérieure ou égale à 12, notamment les jeunes Nicolas Lang (17 points et 4 passes décisives) et Louis Labeyrie (12 points, 5 rebonds et 16 d'évaluation) qui se sont illustrés. En face, Alain Weisz a fait tourner son effectif pour reposer ses cadres en prévision de la belle en Lorraine, Jean-Michel Mipoka en profitant pour inscrire 17 points.
| 17 mai 2014 19 h 00 CEST | Statistiques | Nancy                                                                     | 90–73                               | Paris Levallois                                               |  | Palais des sports Jean-Weille, Nancy Arbitres : Nicolas Maestre David Mortz Ivan Paic | Canal+ Sport |
| 17 mai 2014 19 h 00 CEST | Statistiques | Score par quart-temps : 25-17, 18-17, 22-20, 25-19                        |                                     |                                                               |  | Palais des sports Jean-Weille, Nancy Arbitres : Nicolas Maestre David Mortz Ivan Paic | Canal+ Sport |
| 17 mai 2014 19 h 00 CEST | Statistiques | Score par mi-temps : 43-34, 47-39                                         |                                     |                                                               |  | Palais des sports Jean-Weille, Nancy Arbitres : Nicolas Maestre David Mortz Ivan Paic | Canal+ Sport |
| 17 mai 2014 19 h 00 CEST | Statistiques | Paul Harris 22 F. Pietrus, P. Harris 11 Marcus Banks 7 Florent Pietrus 23 | Points Rebonds Passes d. Évaluation | Daniel Ewing 22 Blake Schilb 6 Blake Schilb 6 Daniel Ewing 20 |  | Palais des sports Jean-Weille, Nancy Arbitres : Nicolas Maestre David Mortz Ivan Paic | Canal+ Sport |
| 17 mai 2014 19 h 00 CEST | Statistiques | Nancy remporte la série 2 à 1.                                            |                                     |                                                               |  | Palais des sports Jean-Weille, Nancy Arbitres : Nicolas Maestre David Mortz Ivan Paic | Canal+ Sport |

Nancy remporte la série avec à nouveau un écart final important, lors du troisième match. Les cadres parisiens ont tout tenté (Daniel Ewing inscrit 22 points, Blake Schilb ajoute 6 rebonds et 6 passes à ses 12 points), mais comme l'a souligné Alain Weisz, « Nancy a réalisé son meilleur match de l'année ». Austin Nichols termine avec 20 points à 6 sur 9 à trois points, tandis que Paul Harris (22 points et 11 rebonds), meilleur marqueur de la série, et Florent Piétrus (11 points et 12 rebonds), meilleur rebondeur, terminent chacun sur un double-double.
| Nancy           | Nancy     | Catégorie                   | Paris-Levallois | Paris-Levallois |
| --------------- | --------- | --------------------------- | --------------- | --------------- |
| Paul Harris     | 52 (17,3) | Points (moy. par match)     | 41 (13,7)       | Daniel Ewing    |
| Florent Piétrus | 25 (8,3)  | Rebonds (moy. par match)    | 15 (5,0)        | Landing Sané    |
| Marcus Banks    | 9 (3,0)   | Passes (moy. par match)     | 11 (3,7)        | Daniel Ewing    |
| Paul Harris     | 48 (16,0) | Évaluation (moy. par match) | 38 (12,7)       | Andrew Albicy   |

| Match | Joueur         | Équipe          | Évaluation | Points | Rebonds | Passes |
| ----- | -------------- | --------------- | ---------- | ------ | ------- | ------ |
| 1     | Clevin Hannah  | Nancy           | 25         | 26     | 6       | 3      |
| 2     | Louis Labeyrie | Paris-Levallois | 16         | 12     | 5       | 1      |
| 3     | Marcus Banks   | Nancy           | 17         | 18     | 2       | 7      |

## Demi-finales

### Strasbourg - Nancy
Les deux géants de l'Est se sont affrontés à quatre reprises cette saison. Deux fois en saison régulière, une fois lors de la Leaders Cup 2014 et une fois à l'occasion de la Coupe de France. Nancy a remporté la rencontre aller de la saison régulière le 17 décembre 2013 (80-69) et le seizième de finale de Coupe de France les opposant le 24 janvier 2014 (62-52). Strasbourg a pour sa part remporté le match retour du championnat (84-70) et le quart de finale de Leaders Cup le 14 février 2014 (79-71).

C'est la troisième fois que les deux formations se rencontrent en playoffs. Leur premier affrontement, lors de la finale 2005, a vu Strasbourg s'imposer 72 à 68. Un an plus tard, les deux équipes se retrouvèrent en demi-finale. Nancy prit sa revanche en l'emportant deux manches à une après avoir concédé la rencontre aller à domicile (72-80, 70-62, 71-64).
| 20 mai 2014 20 h 50 CEST | Statistiques | Strasbourg                                                                      | 87–89                               | Nancy                                                        |  | Rhénus Sport, Strasbourg Affluence : 6 075 Arbitres : Eddie Viator Mathieu Hosselet Mehdi Difallah | Canal+ Sport |
| 20 mai 2014 20 h 50 CEST | Statistiques | Score par quart-temps : 21-22, 24-19, 18-22, 24-26                              |                                     |                                                              |  | Rhénus Sport, Strasbourg Affluence : 6 075 Arbitres : Eddie Viator Mathieu Hosselet Mehdi Difallah | Canal+ Sport |
| 20 mai 2014 20 h 50 CEST | Statistiques | Score par mi-temps : 45-41, 42-48                                               |                                     |                                                              |  | Rhénus Sport, Strasbourg Affluence : 6 075 Arbitres : Eddie Viator Mathieu Hosselet Mehdi Difallah | Canal+ Sport |
| 20 mai 2014 20 h 50 CEST | Statistiques | Jérémy Leloup 26 D. Andersen, J. Leloup 5 A. Diot, J. Leloup 5 Jérémy Leloup 31 | Points Rebonds Passes d. Évaluation | Paul Harris 18 Randal Falker 8 Marcus Banks 7 Paul Harris 19 |  | Rhénus Sport, Strasbourg Affluence : 6 075 Arbitres : Eddie Viator Mathieu Hosselet Mehdi Difallah | Canal+ Sport |
| 20 mai 2014 20 h 50 CEST | Statistiques | Nancy mène la série 1 à 0.                                                      |                                     |                                                              |  | Rhénus Sport, Strasbourg Affluence : 6 075 Arbitres : Eddie Viator Mathieu Hosselet Mehdi Difallah | Canal+ Sport |

Nancy reprend l'avantage du parquet en s'imposant chez le leader de la saison régulière, bien emmené par ses joueurs majeurs qui ont tous répondu présent ainsi qu'à une exceptionnelle adresse à trois points (16/24, soit 67 %). Le retard concédé par les locaux dès l'entame du match (2-11) leur a été fatal. Paul Harris s'est chargé de mettre à profit ce passage à vide en compilant 18 points à 7/13 aux tirs, dont 4/8 à trois points, plus 5 rebonds. Mais le collectif strasbourgeois a entretenu l'espoir, revenant à un point en fin de premier quart (21-22) et basculant même en tête à la pause (45-41), à la suite de Jérémy Leloup intenable (26 points à 8/13 aux tirs, 5 rebonds et 5 passes). C'est au retour des vestiaires que la SIG voit passer une pluie de tirs primés, qu'elle ne peut pas contrer malgré l'activité de David Andersen, finissant avec 17 points, 5 rebonds et 4 passes.
| 22 mai 2014 19 h 00 CEST | Statistiques | Strasbourg                                                                                       | 64–51                               | Nancy                                                                 |  | Rhénus Sport, Strasbourg Affluence : 6 025 Arbitres : Joseph Bissang Carlos Mateus Jean-Charles Collin | Canal+ Sport |
| 22 mai 2014 19 h 00 CEST | Statistiques | Score par quart-temps : 16-16, 22-12, 11-14, 15-9                                                |                                     |                                                                       |  | Rhénus Sport, Strasbourg Affluence : 6 025 Arbitres : Joseph Bissang Carlos Mateus Jean-Charles Collin | Canal+ Sport |
| 22 mai 2014 19 h 00 CEST | Statistiques | Score par mi-temps : 38-28, 26-23                                                                |                                     |                                                                       |  | Rhénus Sport, Strasbourg Affluence : 6 025 Arbitres : Joseph Bissang Carlos Mateus Jean-Charles Collin | Canal+ Sport |
| 22 mai 2014 19 h 00 CEST | Statistiques | Louis Campbell 13 A. Diot, P. Lacombe, O. D. Anosike 5 Antoine Diot 8 P. Lacombe, B. Thornton 14 | Points Rebonds Passes d. Évaluation | Austin Nichols 11 Randal Falker 11 Clevin Hannah 4 Maxime Zianveni 12 |  | Rhénus Sport, Strasbourg Affluence : 6 025 Arbitres : Joseph Bissang Carlos Mateus Jean-Charles Collin | Canal+ Sport |
| 22 mai 2014 19 h 00 CEST | Statistiques | Égalité dans la série 1 à 1.                                                                     |                                     |                                                                       |  | Rhénus Sport, Strasbourg Affluence : 6 025 Arbitres : Joseph Bissang Carlos Mateus Jean-Charles Collin | Canal+ Sport |

Les Alsaciens parviennent à revenir à égalité dans la série, profitant cette fois du manque d'adresse de Nancy (qui a inscrit trente-huit points de moins qu'au match 1). Si les deux équipes sont au coude à coude au début de la rencontre (16-18, 11e), le deuxième quart-temps est en faveur des locaux qui s'appuient sur leur duo Thornton (12 points, 3 rebonds et 2 passes) - Anosike (8 points et 5 rebonds). L'avance strasbourgeoise fluctue sous la barre des dix points d'écart, malgré le faible 4/24 aux tirs à trois points des visiteurs. Un dernier coup d'accélérateur dans le money-time assure le gain du match à Strasbourg, peu spectaculaire mais efficace pour rester dans la course à la finale.
| 24 mai 2014 18 h 30 CEST | Statistiques | Nancy                                                             | 67–57                               | Strasbourg                                                                        |  | Palais des sports Jean-Weille, Nancy Affluence : 6 027 Arbitres : Nicolas Maestre David Chambon Regis Bardera | Canal+ Sport |
| 24 mai 2014 18 h 30 CEST | Statistiques | Score par quart-temps : 13-12, 16-14, 13-11, 25-20                |                                     |                                                                                   |  | Palais des sports Jean-Weille, Nancy Affluence : 6 027 Arbitres : Nicolas Maestre David Chambon Regis Bardera | Canal+ Sport |
| 24 mai 2014 18 h 30 CEST | Statistiques | Score par mi-temps : 29-26, 38-31                                 |                                     |                                                                                   |  | Palais des sports Jean-Weille, Nancy Affluence : 6 027 Arbitres : Nicolas Maestre David Chambon Regis Bardera | Canal+ Sport |
| 24 mai 2014 18 h 30 CEST | Statistiques | Marcus Banks 21 Randal Falker 10 Clevin Hannah 4 Randal Falker 20 | Points Rebonds Passes d. Évaluation | P. Lacombe 10 J. Leloup, P. Lacombe 4 David Andersen 4 P. Lacombe, L. Campbell 11 |  | Palais des sports Jean-Weille, Nancy Affluence : 6 027 Arbitres : Nicolas Maestre David Chambon Regis Bardera | Canal+ Sport |
| 24 mai 2014 18 h 30 CEST | Statistiques | Nancy mène la série 2 à 1.                                        |                                     |                                                                                   |  | Palais des sports Jean-Weille, Nancy Affluence : 6 027 Arbitres : Nicolas Maestre David Chambon Regis Bardera | Canal+ Sport |

Nancy, de retour dans sa salle, a dû se livrer à un « combat de rue » (d'après Vincent Collet). Les défenses prennent l'avantage sur les attaques : 0/16 à trois points cumulé pour les deux équipes à la pause. Strasbourg peine à inscrire 37 points en trente minutes et déplore dès la 23e minute la perte d'Antoine Diot, meneur de Strasbourg et de l'équipe de France, à la suite d'une entorse à la cheville. C'est aussi aux rebonds que les derniers finalistes de Pro A ont été dépassés : 26 prises contre 45 pour les coéquipiers de Randal Falker (auteur d'un double-double avec 13 points, 10 rebonds plus 5 contres pour 20 d'évaluation) et Florent Piétrus (3 points et 8 rebonds). Un temps rattrapés (44-44 à la 33e minute), Marcus Banks (21 points) et Austin Nichols (16 points et 6 rebonds) assurent la victoire pour Nancy qui se rapproche ainsi du titre après une probante victoire à domicile.
| 26 mai 2014 20 h 50 CEST | Statistiques | Nancy                                                                         | 57–62                               | Strasbourg                                                           |  | Palais des sports Jean-Weille, Nancy Affluence : 6 000 Arbitres : Joseph Bissang Eddie Viator Mehdi Difallah | Canal+ Sport |
| 26 mai 2014 20 h 50 CEST | Statistiques | Score par quart-temps : 11-16, 20-14, 17-12, 9-20                             |                                     |                                                                      |  | Palais des sports Jean-Weille, Nancy Affluence : 6 000 Arbitres : Joseph Bissang Eddie Viator Mehdi Difallah | Canal+ Sport |
| 26 mai 2014 20 h 50 CEST | Statistiques | Score par mi-temps : 31-30, 26-32                                             |                                     |                                                                      |  | Palais des sports Jean-Weille, Nancy Affluence : 6 000 Arbitres : Joseph Bissang Eddie Viator Mehdi Difallah | Canal+ Sport |
| 26 mai 2014 20 h 50 CEST | Statistiques | Florent Piétrus 14 R. Falker, F. Pietrus 11 Quatre joueurs 3 Randal Falker 23 | Points Rebonds Passes d. Évaluation | Jérémy Leloup 19 David Andersen 10 Louis Campbell 5 Jérémy Leloup 20 |  | Palais des sports Jean-Weille, Nancy Affluence : 6 000 Arbitres : Joseph Bissang Eddie Viator Mehdi Difallah | Canal+ Sport |
| 26 mai 2014 20 h 50 CEST | Statistiques | Égalité dans la série 2 à 2.                                                  |                                     |                                                                      |  | Palais des sports Jean-Weille, Nancy Affluence : 6 000 Arbitres : Joseph Bissang Eddie Viator Mehdi Difallah | Canal+ Sport |

Le quatrième match, qui devait être celui de la qualification à domicile pour Nancy, a été un long cavalier seul des locaux. Cependant, c'est bien Strasbourg, privé de Diot et Duport blessés, qui entre le mieux dans la partie (menant 9-16 en fin de premier quart-temps). Le SLUC revient en quelques minutes sur un 8-0 (17-16, 12e) et s'envole sur les épaules de son trio Piétrus (14 points et 11 rebonds) - Falker (13 points, 11 rebonds, 4 contres et 3 passes) - Harris (13 points et 9 rebonds). L'écart atteint 14 unités (56-42) à cinq minutes de la fin. C'est alors que les Strasbourgeois jettent leurs dernières cartouches dans la bataille : Jérémy Leloup et Bootsy Thornton font mouche à trois points et ramènent les leurs à seulement 5 points (56-51, 37e). Au terme d'un match incroyable conclu par un 20 à 1 sur les cinq dernières minutes de la rencontre, les Strasbourgeois, longtemps au bord de l'élimination, s'imposent 62 à 57 et décrochent le droit de disputer une rencontre décisive au Rhénus.
| 28 mai 2014 20 h 50 CEST | Statistiques | Strasbourg                                                               | 70–58                               | Nancy                                                             |  | Rhénus Sport, Strasbourg Affluence : 6 200 Arbitres : David Chambon Carlos Mateus Mathieu Hosselet | Canal+ Sport |
| 28 mai 2014 20 h 50 CEST | Statistiques | Score par quart-temps : 18-19, 20-18, 21-11, 11-10                       |                                     |                                                                   |  | Rhénus Sport, Strasbourg Affluence : 6 200 Arbitres : David Chambon Carlos Mateus Mathieu Hosselet | Canal+ Sport |
| 28 mai 2014 20 h 50 CEST | Statistiques | Score par mi-temps : 38-37, 32-21                                        |                                     |                                                                   |  | Rhénus Sport, Strasbourg Affluence : 6 200 Arbitres : David Chambon Carlos Mateus Mathieu Hosselet | Canal+ Sport |
| 28 mai 2014 20 h 50 CEST | Statistiques | Bootsy Thornton 17 Cinq joueurs 4 Louis Campbell 10-42 Louis Campbell 25 | Points Rebonds Passes d. Évaluation | Randal Falker 21 Randal Falker 16 Marcus Banks 4 Randal Falker 33 |  | Rhénus Sport, Strasbourg Affluence : 6 200 Arbitres : David Chambon Carlos Mateus Mathieu Hosselet | Canal+ Sport |
| 28 mai 2014 20 h 50 CEST | Statistiques | Strasbourg remporte la série 3 à 2.                                      |                                     |                                                                   |  | Rhénus Sport, Strasbourg Affluence : 6 200 Arbitres : David Chambon Carlos Mateus Mathieu Hosselet | Canal+ Sport |

Après être passé si près de la qualification sur son terrain, Nancy est poussé à un cinquième match à Strasbourg, qui profite de son avantage psychologique pour mettre la main sur le match. Bootsy Thornton allume les premières mèches (17 points à 6/9 à deux points et 5/7 à trois points) pour résister aux efforts de Randal Falker (21 points, 16 rebonds, 3 contres et 2 passes pour un total de 33 d'évaluation). Mais il ne peut empêcher les Alsaciens de faire basculer la rencontre dans son sens au cours du troisième quart-temps (remporté 21-11). La paire nancéienne Clevin Hannah (6 points à 2/10 et 4 rebonds) - Marcus Banks (11 points à 5/13, 3 rebonds et 4 passes) est muselée et est dépassée par l'activité de David Andersen à nouveau efficace (15 points, 4 rebonds et 4 passes) et le double-double de Louis Campbell (15 points, 10 passes et 25 d'évaluation). La SIG peut ainsi envisager de prendre sa revanche pour le trophée de champion de France que Nanterre lui a subtilisé l'an dernier.
| Strasbourg                   | Strasbourg | Catégorie                   | Nancy      | Nancy         |
| ---------------------------- | ---------- | --------------------------- | ---------- | ------------- |
| David Andersen Jérémy Leloup | 59 (11,8)  | Points (moy. par match)     | 58 (11,6)  | Marcus Banks  |
| David Andersen               | 23 (4,6)   | Rebonds (moy. par match)    | 56 (11,2)  | Randal Falker |
| Louis Campbell               | 21 (4,2)   | Passes (moy. par match)     | 17 (3,4)   | Marcus Banks  |
| Louis Campbell               | 69 (13,8)  | Évaluation (moy. par match) | 102 (20,4) | Randal Falker |

| Match | Joueur         | Équipe     | Évaluation | Points | Rebonds | Passes |
| ----- | -------------- | ---------- | ---------- | ------ | ------- | ------ |
| 1     | Marcus Banks   | Nancy      | 15         | 16     | 3       | 7      |
| 2     | Louis Campbell | Strasbourg | 11         | 13     | 4       | 0      |
| 3     | Randal Falker  | Nancy      | 20         | 13     | 10      | 1      |
| 4     | Jérémy Leloup  | Strasbourg | 20         | 19     | 4       | 1      |
| 5     | Louis Campbell | Strasbourg | 25         | 15     | 1       | 10     |

### Limoges - Dijon
Dos à dos au terme de leurs affrontements de saison régulière (1-1), Limoges et Dijon se retrouvent en demi-finale des playoffs pour une série au meilleur des cinq matchs. Limoges a remporté la rencontre aller à Beaublanc lors de la 13e journée, 76 à 72. Invaincu à domicile, Dijon a sans surprise empoché le match retour, 81 à 69.
Les deux équipes se sont rencontrées une seule fois en post-season, lors des playoffs 1996. Limoges s'était alors qualifié facilement pour les demi-finales en remportant la série 2 à 0 (107-101, 94-73).
| 19 mai 2014 20 h 50 CEST | Statistiques | Limoges                                                                            | 70–71                               | Dijon                                                                           |  | Palais des Sports de Beaublanc, Limoges Affluence : 5 500 Arbitres : Joseph Bissang David Chambon Regis Bardera | Canal+ Sport |
| 19 mai 2014 20 h 50 CEST | Statistiques | Score par quart-temps : 12-25, 12-19, 23-13, 23-14                                 |                                     |                                                                                 |  | Palais des Sports de Beaublanc, Limoges Affluence : 5 500 Arbitres : Joseph Bissang David Chambon Regis Bardera | Canal+ Sport |
| 19 mai 2014 20 h 50 CEST | Statistiques | Score par mi-temps : 24-44, 46-27                                                  |                                     |                                                                                 |  | Palais des Sports de Beaublanc, Limoges Affluence : 5 500 Arbitres : Joseph Bissang David Chambon Regis Bardera | Canal+ Sport |
| 19 mai 2014 20 h 50 CEST | Statistiques | Nobel Boungou Colo 21 Nobel Boungou Colo 10 J. R. Reynolds 5 Nobel Boungou Colo 24 | Points Rebonds Passes d. Évaluation | Mykal Riley 18 Anthony Dobbins 11 Anthony Dobbins 5 T. J. Campbell, M. Riley 18 |  | Palais des Sports de Beaublanc, Limoges Affluence : 5 500 Arbitres : Joseph Bissang David Chambon Regis Bardera | Canal+ Sport |
| 19 mai 2014 20 h 50 CEST | Statistiques | Dijon mène la série 1 à 0.                                                         |                                     |                                                                                 |  | Palais des Sports de Beaublanc, Limoges Affluence : 5 500 Arbitres : Joseph Bissang David Chambon Regis Bardera | Canal+ Sport |

Malgré un premier tour bien négocié contre Lyon-Villeurbanne, Limoges se fait surprendre à domicile dès l’entame de match par Dijon. La JDA mène 17 à 6 après 7 minutes de jeu et son avance ne cesse d'augmenter jusqu'à la mi-temps (44-24). Le retard limougeaud monte même jusqu'à 23 points après un nouveau panier de Zach Moss (6 points, 3 rebonds, 1 passe) à la 24e minute (48-25). Porté par toute sa salle, Limoges refait petit à petit son retard grâce à un changement tactique défensif opéré par son entraîneur Jean-Marc Dupraz. Le CSP inverse totalement la vapeur et revient à 47-57 à l'issue du troisième quart-temps. Un 13-0 réalisé entre la 33e et la 37e minutes permet même aux locaux de reprendre l'avantage à la suite d'un tir à trois points de Nobel Boungou Colo (21 points, 10 rebonds) qui déchaîne Beaublanc (64-62). La série se prolonge même jusqu'à 15-0, mais Dijon n'abdique pas et se réveille au meilleur moment. À 2,7 secondes de la fin de la rencontre, T. J. Campbell (16 points, 4 rebonds, 4 passes) pénètre dans la raquette et marque, donnant la victoire à la JDA (71-70). Limoges est condamné à devenir la première équipe à s'imposer au palais des sports Jean-Michel Geoffroy cette saison pour espérer s'imposer dans la série.
| 21 mai 2014 20 h 50 CEST | Statistiques | Limoges                                                               | 71–63                               | Dijon                                                      |  | Palais des Sports de Beaublanc, Limoges Affluence : 5 500 Arbitres : Nicolas Maestre Johann Jeanneau Fabrice Canet | Canal+ Sport |
| 21 mai 2014 20 h 50 CEST | Statistiques | Score par quart-temps : 20-26, 12-15, 20-6, 19-16                     |                                     |                                                            |  | Palais des Sports de Beaublanc, Limoges Affluence : 5 500 Arbitres : Nicolas Maestre Johann Jeanneau Fabrice Canet | Canal+ Sport |
| 21 mai 2014 20 h 50 CEST | Statistiques | Score par mi-temps : 32-41, 39-22                                     |                                     |                                                            |  | Palais des Sports de Beaublanc, Limoges Affluence : 5 500 Arbitres : Nicolas Maestre Johann Jeanneau Fabrice Canet | Canal+ Sport |
| 21 mai 2014 20 h 50 CEST | Statistiques | Adrien Moerman 21 Adrien Moerman 11 Taurean Green 8 Adrien Moerman 21 | Points Rebonds Passes d. Évaluation | Mykal Riley 23 Mykal Riley 8 Andre Harris 5 Mykal Riley 24 |  | Palais des Sports de Beaublanc, Limoges Affluence : 5 500 Arbitres : Nicolas Maestre Johann Jeanneau Fabrice Canet | Canal+ Sport |
| 21 mai 2014 20 h 50 CEST | Statistiques | Égalité dans la série 1 à 1.                                          |                                     |                                                            |  | Palais des Sports de Beaublanc, Limoges Affluence : 5 500 Arbitres : Nicolas Maestre Johann Jeanneau Fabrice Canet | Canal+ Sport |

Les Limougeauds, très tendus à la suite de leur défaite du premier match, passent à nouveau à côté de la première mi-temps. Mykal Riley y inscrit 17 de ses 23 points (auxquels il ajoute 8 rebonds pour 24 d'évaluation en 37 minutes) et Dijon vire en tête après vingt minutes, 32-41. La seconde période est totalement différente : Limoges se retrouve et renverse vite la dynamique dijonnaise avec un 20-6 au retour des vestiaires. Adrien Moerman (21 points à 3/4 à trois points et 11 rebonds) enflamme Beaublanc et fait craquer la JDA, qui ne trouve aucune solution face à la zone-press des locaux. Limoges se prépare à deux déplacements intenses en Bourgogne, sans avoir droit à l'erreur.
| 23 mai 2014 20 h 50 CEST | Statistiques | Dijon                                                                 | 60–63                               | Limoges                                                                 |  | Palais des Sports Jean-Michel Geoffroy, Dijon Arbitres : Eddie Viator Mehdi Difallah David Mortz | Canal+ Sport |
| 23 mai 2014 20 h 50 CEST | Statistiques | Score par quart-temps : 20-19, 14-17, 17-13, 9-14                     |                                     |                                                                         |  | Palais des Sports Jean-Michel Geoffroy, Dijon Arbitres : Eddie Viator Mehdi Difallah David Mortz | Canal+ Sport |
| 23 mai 2014 20 h 50 CEST | Statistiques | Score par mi-temps : 34-36, 26-27                                     |                                     |                                                                         |  | Palais des Sports Jean-Michel Geoffroy, Dijon Arbitres : Eddie Viator Mehdi Difallah David Mortz | Canal+ Sport |
| 23 mai 2014 20 h 50 CEST | Statistiques | Anthony Dobbins 18 Andre Harris 7 T. J. Campbell 4 Anthony Dobbins 15 | Points Rebonds Passes d. Évaluation | Alex Acker 17 Adrien Moerman 9 J. Gomis, J. R. Reynolds 3 Alex Acker 22 |  | Palais des Sports Jean-Michel Geoffroy, Dijon Arbitres : Eddie Viator Mehdi Difallah David Mortz | Canal+ Sport |
| 23 mai 2014 20 h 50 CEST | Statistiques | Limoges mène la série 2 à 1.                                          |                                     |                                                                         |  | Palais des Sports Jean-Michel Geoffroy, Dijon Arbitres : Eddie Viator Mehdi Difallah David Mortz | Canal+ Sport |

Ce troisième match de la série est l'une des sensations de la saison : pour la première fois de l'année, et peut-être au plus mauvais moment, Dijon s'incline à domicile et perd l'avantage du terrain acquis de haute lutte lors du premier match. Les locaux ont pourtant pris le meilleur départ (7-2), menés par Anthony Dobbins (18 points et 6 rebonds) et Zach Moss (10 points et 3 rebonds). Mais ils n'ont pu que le maintenir (17-12) avant d'être dépassés peu après le début du deuxième quart (20-21). Alex Acker (17 points et 7 rebonds) permet au CSP de se détacher à son tour (25-32) et de conserver un léger avantage à la pause (34-36). Mykal Riley, en panne d'adresse depuis la pause du deuxième match, retrouve la mire (trois tirs à trois points réussis) et, avec l'apport d'Andre Harris (8 points, 7 rebonds et 4 contres), permet à Dijon de rester en tête durant la majeure partie de la seconde mi-temps (menant 42-40, 50-44 puis 57-53). Alex Acker et Taurean Green ont profité des nombreuses fautes bourguignonnes pour rentrer des lancers-francs faciles (6/6 pour le premier dans cet exercice, 4/4 pour le second) et arracher la victoire 60-63.
| 25 mai 2014 20 h 45 CEST | Statistiques | Dijon                                                        | 79–73                               | Limoges                                                                     |  | Palais des Sports Jean-Michel Geoffroy, Dijon Affluence : 5 100 Arbitres : Joseph Bissang Nicolas Maestre David Chambon | Canal+ Sport |
| 25 mai 2014 20 h 45 CEST | Statistiques | Score par quart-temps : 21-23, 20-11, 18-17, 20-22           |                                     |                                                                             |  | Palais des Sports Jean-Michel Geoffroy, Dijon Affluence : 5 100 Arbitres : Joseph Bissang Nicolas Maestre David Chambon | Canal+ Sport |
| 25 mai 2014 20 h 45 CEST | Statistiques | Score par mi-temps : 41-34, 38-39                            |                                     |                                                                             |  | Palais des Sports Jean-Michel Geoffroy, Dijon Affluence : 5 100 Arbitres : Joseph Bissang Nicolas Maestre David Chambon | Canal+ Sport |
| 25 mai 2014 20 h 45 CEST | Statistiques | Mykal Riley 21 Mykal Riley 6 T. J. Campbell 5 Mykal Riley 19 | Points Rebonds Passes d. Évaluation | JK Edwards 19 Adrien Moerman 11 Alex Acker 5 N. Boungou Colo, JK Edwards 19 |  | Palais des Sports Jean-Michel Geoffroy, Dijon Affluence : 5 100 Arbitres : Joseph Bissang Nicolas Maestre David Chambon | Canal+ Sport |
| 25 mai 2014 20 h 45 CEST | Statistiques | Égalité dans la série 2 à 2.                                 |                                     |                                                                             |  | Palais des Sports Jean-Michel Geoffroy, Dijon Affluence : 5 100 Arbitres : Joseph Bissang Nicolas Maestre David Chambon | Canal+ Sport |

Limoges prend cette fois le meilleur départ pour la seconde manche en terres dijonnaises. JK Edwards inscrit 19 points (à 9/10 aux tirs) et capte 4 rebonds mais connait une baisse de régime tout comme son équipe avant la mi-temps. Les locaux parviennent alors à virer en tête 41-34 et conservent cette avance au retour des vestiaires. L'ailier dijonnais Mykal Riley (21 points, 6 rebonds et 4 passes) est une nouvelle fois décisif en fin de match pour assurer la victoire de son équipe. Il permet ainsi à Dijon de retourner une dernière fois à Limoges pour arracher une qualification en finale, rêvant d'être le petit poucet de 2014, à l'image de Nanterre la saison passée.
| 27 mai 2014 19 h 00 CEST | Statistiques | Limoges                                                       | 80–64                               | Dijon                                                           |  | Palais des Sports de Beaublanc, Limoges Affluence : 6 000 Arbitres : Eddie Viator Nicolas Maestre Regis Bardera | Canal+ Sport |
| 27 mai 2014 19 h 00 CEST | Statistiques | Score par quart-temps : 32-11, 17-18, 14-17, 17-18            |                                     |                                                                 |  | Palais des Sports de Beaublanc, Limoges Affluence : 6 000 Arbitres : Eddie Viator Nicolas Maestre Regis Bardera | Canal+ Sport |
| 27 mai 2014 19 h 00 CEST | Statistiques | Score par mi-temps : 49-29, 31-35                             |                                     |                                                                 |  | Palais des Sports de Beaublanc, Limoges Affluence : 6 000 Arbitres : Eddie Viator Nicolas Maestre Regis Bardera | Canal+ Sport |
| 27 mai 2014 19 h 00 CEST | Statistiques | Alex Acker 17 Adrien Moerman 8 Taurean Green 12 Alex Acker 22 | Points Rebonds Passes d. Évaluation | Andre Harris 17 Anthony Dobbins 11 Mykal Riley 5 Mykal Riley 15 |  | Palais des Sports de Beaublanc, Limoges Affluence : 6 000 Arbitres : Eddie Viator Nicolas Maestre Regis Bardera | Canal+ Sport |
| 27 mai 2014 19 h 00 CEST | Statistiques | Limoges remporte la série 3 à 2.                              |                                     |                                                                 |  | Palais des Sports de Beaublanc, Limoges Affluence : 6 000 Arbitres : Eddie Viator Nicolas Maestre Regis Bardera | Canal+ Sport |

La belle dans une salle de Beaublanc bouillante tourne court pour les Dijonnais, qui explosent dès l'entame du match : un premier quart-temps de haute volée est remporté 32-11 par Limoges, qui a pu compter sur une très bonne adresse longue distance (5/6 à trois points). Joseph Gomis termine la rencontre à 3/3 dans l'exercice (pour 9 points et 1 rebond), Adrien Moerman à 3/5 (10 points et 8 rebonds). Les meilleurs marqueurs sont Alex Acker (17 points, 3 rebonds et 5 passes) et Nobel Boungou Colo (16 points, 3 rebonds et 4 passes). En face, Mykal Riley (14 points à 4/8 à trois points, plus 7 rebonds et 5 passes décisives) a permis aux siens de remporter les trois quarts-temps suivants, assisté d'Andre Harris (17 points) et d'Anthony Dobbins (terminant sur un double-double avec 10 points et 11 rebonds). Mais l'apport du banc (53 points au total sur les cinq matchs de la série) a été insuffisant. Jean-Louis Borg, coach de Dijon, concède que la marche était un peu trop haute pour son équipe « qui finit sur les rotules », après avoir aussi atteint les demi-finales de la Coupe de France. Limoges écarte ainsi facilement Dijon et se qualifie pour la finale.
| Limoges            | Limoges   | Catégorie                   | Dijon     | Dijon                      |
| ------------------ | --------- | --------------------------- | --------- | -------------------------- |
| Nobel Boungou Colo | 74 (14,8) | Points (moy. par match)     | 85 (17,0) | Mykal Riley                |
| Adrien Moerman     | 45 (9,0)  | Rebonds (moy. par match)    | 35 (7,0)  | Anthony Dobbins            |
| Taurean Green      | 27 (5,4)  | Passes (moy. par match)     | 18 (3,6)  | Mykal Riley T. J. Campbell |
| Nobel Boungou Colo | 78 (15,6) | Évaluation (moy. par match) | 80 (16,0) | Mykal Riley                |

| Match | Joueur         | Équipe  | Évaluation | Points | Rebonds | Passes |
| ----- | -------------- | ------- | ---------- | ------ | ------- | ------ |
| 1     | Mykal Riley    | Dijon   | 18         | 18     | 7       | 5      |
| 2     | Adrien Moerman | Limoges | 21         | 21     | 11      | 0      |
| 3     | Alex Acker     | Limoges | 22         | 17     | 7       | 2      |
| 4     | Mykal Riley    | Dijon   | 19         | 21     | 6       | 4      |
| 5     | Alex Acker     | Limoges | 22         | 17     | 3       | 5      |

## Finale: Strasbourg - Limoges

### Présentation

Logo de la finale des playoffs 2014.

Pour la seconde année consécutive, la finale du championnat de France de Pro A se déroule en 3 manches gagnantes et non plus au Palais omnisports de Bercy sur un match unique. Nanterre, tenant du titre, ne s'est pas qualifié pour les playoffs et ne peut pas défendre son titre. La dernière équipe à avoir conservé sa couronne est l'Élan béarnais Pau-Lacq-Orthez en 2003 et 2004. Le vainqueur de cette finale entre Strasbourg et Limoges sera le sixième champion différent en six ans. Sur les neuf dernières saisons, seul Nancy a réussi à remporter deux fois le titre (en 2008 et 2011).
Il s'agit de la quatorzième participation du CSP Limoges à la finale. Son dernier titre remonte à la saison 1999-2000 (victoire 2 manches à 1 contre Lyon-Villeurbanne).
Strasbourg tente pour sa part d'ajouter une seconde étoile à son palmarès après celle acquise en 2005. Finalistes malheureux contre Nanterre la saison passée, les Alsaciens disputent ainsi leur seconde finale consécutive.
Les deux formations se sont affrontées deux fois cette saison à l'occasion de la saison régulière de Pro A. Strasbourg a gagné la rencontre aller le 10 décembre 2013 au Rhénus, 92 à 70. Quatre mois plus tard, Limoges a remporté le match retour 80 à 76. C'est la première fois que les deux clubs se rencontrent en playoffs.

### Effectifs
| Joueurs | Joueurs         | Joueurs | Joueurs | Joueurs | Joueurs                       | Joueurs | Staff           | Staff |
| ------- | --------------- | ------- | ------- | ------- | ----------------------------- | ------- | --------------- | ----- |
| #       | Joueur          | Poste   | Taille  | Âge     | Club formateur                |         | Entraîneur      |       |
| 6       | Axel Toupane    | 2/3     | 1,97    | 21      | Strasbourg                    |         | Vincent Collet  |       |
| 7       | David Andersen  | 4       | 2,13    | 33      | Australian Institute of Sport |         | Adjoints        |       |
| 8       | Antoine Diot    | 1/2     | 1,93    | 25      | CFBB                          |         | Pierre Tavano   |       |
| 9       | Jérémy Leloup   | 3       | 2,02    | 27      | Le Mans                       |         | Nebojša Bogavac |       |
| 10      | Paul Lacombe    | 1/2     | 1,95    | 23      | Villeurbanne                  |         |                 |       |
| 11      | Bootsy Thornton | 2       | 1,94    | 36      | Red Storm de Saint John       |         |                 |       |
| 13      | Louis Campbell  | 1       | 1,90    | 35      | Bulls de Buffalo              |         |                 |       |
| 14      | Antony Labanca  | 2/3     | 2,03    | 19      | Strasbourg                    |         |                 |       |
| 15      | Romain Duport   | 5       | 2,15    | 27      | Le Havre                      |         |                 |       |
| 21      | Tim Abromaitis  | 4       | 2,03    | 24      | Fighting Irish de Notre Dame  |         |                 |       |
| 23      | O. D. Anosike   | 5       | 2,03    | 23      | Saints de Siena (en)          |         |                 |       |

| Joueurs | Joueurs         | Joueurs | Joueurs | Joueurs | Joueurs                  | Joueurs | Staff            | Staff |
| ------- | --------------- | ------- | ------- | ------- | ------------------------ | ------- | ---------------- | ----- |
| #       | Joueur          | Poste   | Taille  | Âge     | Club formateur           |         | Entraîneur       |       |
| 4       | Joseph Gomis    | 1/2     | 1,80    | 35      | Évreux puis CFBB         |         | Jean-Marc Dupraz |       |
| 6       | Alex Acker      | 2/3     | 1,96    | 31      | Waves de Pepperdine      |         | Adjoint          |       |
| 9       | Joris Ortega    | 1       | 1,88    | 20      | Toulon puis Limoges      |         | Bertrand Parvaud |       |
| 10      | Johan Petro     | 5       | 2,13    | 28      | CFBB                     |         |                  |       |
| 11      | Taurean Green   | 1/2     | 1,83    | 28      | Gators de la Floride     |         |                  |       |
| 13      | Paul Rigot      | 2/3     | 2,01    | 19      | CFBB                     |         |                  |       |
| 14      | Fréjus Zerbo    | 5       | 2,08    | 25      | Le Havre                 |         |                  |       |
| 16      | N. Boungou Colo | 3/4     | 2,02    | 26      | Orléans                  |         |                  |       |
| 18      | Adrien Moerman  | 4       | 2,00    | 25      | Roanne                   |         |                  |       |
| 20      | J. R. Reynolds  | 1/2     | 1,88    | 30      | Cavaliers de la Virginie |         |                  |       |
| 24      | J.K. Edwards    | 5       | 2,03    | 31      | Rebels d'UNLV            |         |                  |       |
| 32      | Gaylor Curier   | 3       | 1,97    | 22      | Rouen puis Pau           |         |                  |       |

 : joueur blessé au cours des playoffs et indisponible pour la finale
 Blessures 
Les deux effectifs ont été touchés, tout au long de ces playoffs, par des blessures plus ou moins importantes.
Tout d'abord, à Strasbourg, lors du troisième match du quart de finale contre Chalon-sur-Saône (88-81), Romain Duport se rompt les ligaments croisés antérieurs du genou droit. Le staff technique engage aussitôt O. D. Anosike pour la fin de la compétition. Huit jours plus tard, lors de la troisième rencontre de la demi-finale contre le SLUC Nancy, Antoine Diot est victime d'une entorse à la cheville gauche. Le meneur champion d'Europe 2013 avec l'équipe de France est incertain pour la suite de la série et fait finalement son retour lors du deuxième match de la finale contre le CSP Limoges.
Côté limougeaud, Adrien Moerman est lui aussi victime d'une entorse à la cheville lors du quatrième quart-temps du match 5 contre Dijon. Néanmoins, la blessure s'avère moins lourde que pour Duport ou Diot : l'ancien joueur de Bilbao étant apte à disputer le match 1 des finales.

### Rencontres
| 31 mai 2014 16 h 15 CEST | Statistiques | Strasbourg                                                            | 65–77                               | Limoges                                                                             |  | Rhénus Sport, Strasbourg Affluence : 6 170 Arbitres : Joseph Bissang Nicolas Maestre Mehdi Difallah | Canal+ |
| 31 mai 2014 16 h 15 CEST | Statistiques | Score par quart-temps : 19-20, 7-18, 22-16, 17-23                     |                                     |                                                                                     |  | Rhénus Sport, Strasbourg Affluence : 6 170 Arbitres : Joseph Bissang Nicolas Maestre Mehdi Difallah | Canal+ |
| 31 mai 2014 16 h 15 CEST | Statistiques | Score par mi-temps : 26-38, 39-39                                     |                                     |                                                                                     |  | Rhénus Sport, Strasbourg Affluence : 6 170 Arbitres : Joseph Bissang Nicolas Maestre Mehdi Difallah | Canal+ |
| 31 mai 2014 16 h 15 CEST | Statistiques | Louis Campbell 15 David Andersen 9 Louis Campbell 6 David Andersen 16 | Points Rebonds Passes d. Évaluation | Adrien Moerman 16 Adrien Moerman 9 JK Edwards, A. Acker 3 A. Moerman, JK Edwards 19 |  | Rhénus Sport, Strasbourg Affluence : 6 170 Arbitres : Joseph Bissang Nicolas Maestre Mehdi Difallah | Canal+ |
| 31 mai 2014 16 h 15 CEST | Statistiques | Limoges mène la série 1 à 0.                                          |                                     |                                                                                     |  | Rhénus Sport, Strasbourg Affluence : 6 170 Arbitres : Joseph Bissang Nicolas Maestre Mehdi Difallah | Canal+ |

Les deux premières équipes (à égalité) de la saison régulière se retrouvent à Strasbourg pour le premier match de la finale. Les locaux sont rapidement mis en difficulté face aux différentes défenses proposées par Limoges et peinent à jouer collectivement. Seulement sept points sont inscrits en deuxième quart-temps par la SIG, menée de douze points dès la mi-temps. La dynamique se renverse pourtant en seconde période, Jérémy Leloup (9 points, 2 rebonds et 2 passes) et Bootsy Thornton (11 points, 3 rebonds et 2 passes) trouvent la mire à longue distance et ramènent leur équipe sur les talons du CSP : 48-54 à la 30e minute puis 58-63 à la 36e. Mais Taurean Green (14 points, 2 rebonds et 2 passes) se charge de clore la marque pour les Verts qui reprennent l'avantage du terrain.
| 2 juin 2014 20 h 50 CEST | Statistiques | Strasbourg                                                           | 68–74                               | Limoges                                                                    |  | Rhénus Sport, Strasbourg Affluence : 6 170 Arbitres : Eddie Viator David Chambon Mathieu Hosselet | Canal+ Sport |
| 2 juin 2014 20 h 50 CEST | Statistiques | Score par quart-temps : 11-18, 26-16, 16-20, 15-20                   |                                     |                                                                            |  | Rhénus Sport, Strasbourg Affluence : 6 170 Arbitres : Eddie Viator David Chambon Mathieu Hosselet | Canal+ Sport |
| 2 juin 2014 20 h 50 CEST | Statistiques | Score par mi-temps : 37-34, 31-40                                    |                                     |                                                                            |  | Rhénus Sport, Strasbourg Affluence : 6 170 Arbitres : Eddie Viator David Chambon Mathieu Hosselet | Canal+ Sport |
| 2 juin 2014 20 h 50 CEST | Statistiques | David Andersen 17 David Andersen 10 Antoine Diot 8 David Andersen 23 | Points Rebonds Passes d. Évaluation | A. Acker, J. R. Reynolds 15 Adrien Moerman 6 Taurean Green 4 Alex Acker 20 |  | Rhénus Sport, Strasbourg Affluence : 6 170 Arbitres : Eddie Viator David Chambon Mathieu Hosselet | Canal+ Sport |
| 2 juin 2014 20 h 50 CEST | Statistiques | Limoges mène la série 2 à 0.                                         |                                     |                                                                            |  | Rhénus Sport, Strasbourg Affluence : 6 170 Arbitres : Eddie Viator David Chambon Mathieu Hosselet | Canal+ Sport |

Dominé lors du match 1, Strasbourg doit absolument égaliser pour ne se faire dangereusement distancer par le CSP. Malgré le retour d'Antoine Diot (11 points, 8 passes et 6 rebonds), les Limougeauds réalisent un match solide grâce à une défense inébranlable et à une adresse extérieure précieuse (50 % à trois points). Strasbourg peine à trouver des solutions à l'image de Louis Campbell (1/8 aux tirs et 5 balles perdues en 24 minutes) et doit s'en remettre à des exploits individuels pour revenir au score. La fin de match est tendue, la SIG croit pouvoir renverser la vapeur lorsque Adrien Moerman (8 points, 6 rebonds et 3 passes) est l'auteur d'une faute antisportive. Malheureusement pour les alsaciens, Bootsy Thornton (12 points) ne marque que le premier lancer-franc (68-71) et Antoine Diot perd la balle de l'égalisation, Nobel Boungou Colo (9 points, 5 rebonds et 2 passes) s'envole au dunk (68-73) et scelle la rencontre (68-74 score final).
Strasbourg est désormais dos au mur et laisse filer Limoges qui n'a plus besoin que d'une victoire pour ravir le titre de champion. Un éventuel cinquième match serait disputé au Zénith Europe.
| 5 juin 2014 20 h 50 CEST | Statistiques | Limoges                                                                              | 73–70                               | Strasbourg                                                         |  | Palais des Sports de Beaublanc, Limoges Affluence : 5 500 Arbitres : Joseph Bissang Regis Bardera Jean-Charles Collin | Canal+ Sport |
| 5 juin 2014 20 h 50 CEST | Statistiques | Score par quart-temps : 26-20, 9-16, 19-17, 19-17                                    |                                     |                                                                    |  | Palais des Sports de Beaublanc, Limoges Affluence : 5 500 Arbitres : Joseph Bissang Regis Bardera Jean-Charles Collin | Canal+ Sport |
| 5 juin 2014 20 h 50 CEST | Statistiques | Score par mi-temps : 35-36, 38-34                                                    |                                     |                                                                    |  | Palais des Sports de Beaublanc, Limoges Affluence : 5 500 Arbitres : Joseph Bissang Regis Bardera Jean-Charles Collin | Canal+ Sport |
| 5 juin 2014 20 h 50 CEST | Statistiques | Taurean Green 19 Adrien Moerman 10 A. Acker, N. Boungou Colo 4 Nobel Boungou Colo 17 | Points Rebonds Passes d. Évaluation | Jérémy Leloup 16 David Andersen 10 Antoine Diot 8 Jérémy Leloup 18 |  | Palais des Sports de Beaublanc, Limoges Affluence : 5 500 Arbitres : Joseph Bissang Regis Bardera Jean-Charles Collin | Canal+ Sport |
| 5 juin 2014 20 h 50 CEST | Statistiques | Limoges remporte la série 3 à 0.                                                     |                                     |                                                                    |  | Palais des Sports de Beaublanc, Limoges Affluence : 5 500 Arbitres : Joseph Bissang Regis Bardera Jean-Charles Collin | Canal+ Sport |

Malgré la pression et l'enjeu de cette rencontre, les deux équipes démarrent tambour battant. Limoges développe son jeu collectif, permettant à Nobel Boungou Colo (13 points, 8 rebonds et 4 passes) de conclure plusieurs actions au dunk, tandis que Strasbourg s'en remet à son adresse extérieure. Les locaux réalisent un premier écart, comblé rapidement par Jérémy Leloup (16 points à 4/7 à 3 points) qui ramène les siens à six longueurs au buzzer du premier quart-temps. Les Alsaciens prennent alors le match à leur compte et imposent leur rythme, n'encaissant que 9 points et virant en tête à la mi-temps, pas aidé par la maladresse de Diot(1/8 à 3 points seulement) et Andersen. Au retour des vestiaires, la tension est palpable dans la salle alors que les deux équipes se rendent coups pour coups. Antoine Diot intercepte d'entrée la remise en jeu et file marquer pour donner le ton. Le CSP réalise un nouvel écart en fin de quart-temps, porté par Taurean Green (19 points et 6 fautes provoquées) et un Adrien Moerman combatif (9 points et 10 rebonds). Strasbourg revient dans les dernières secondes du match avec le réveil d'Andersen (13 points et 10 rebonds à la fin), mais ni Diot ni Leloup ne parviennent à rentrer leurs tirs longue distance. Limoges remporte son dixième titre de champion de France.
| Strasbourg     | Strasbourg | Catégorie                   | Limoges   | Limoges        |
| -------------- | ---------- | --------------------------- | --------- | -------------- |
| David Andersen | 44 (14,7)  | Points (moy. par match)     | 41 (13,7) | Taurean Green  |
| David Andersen | 29 (9,7)   | Rebonds (moy. par match)    | 25 (8,3)  | Adrien Moerman |
| Antoine Diot   | 18 (6,0)   | Passes (moy. par match)     | 9 (3,0)   | Alex Acker     |
| David Andersen | 51 (17,0)  | Évaluation (moy. par match) | 43 (14,3) | Alex Acker     |

### Meilleur joueur (MVP)

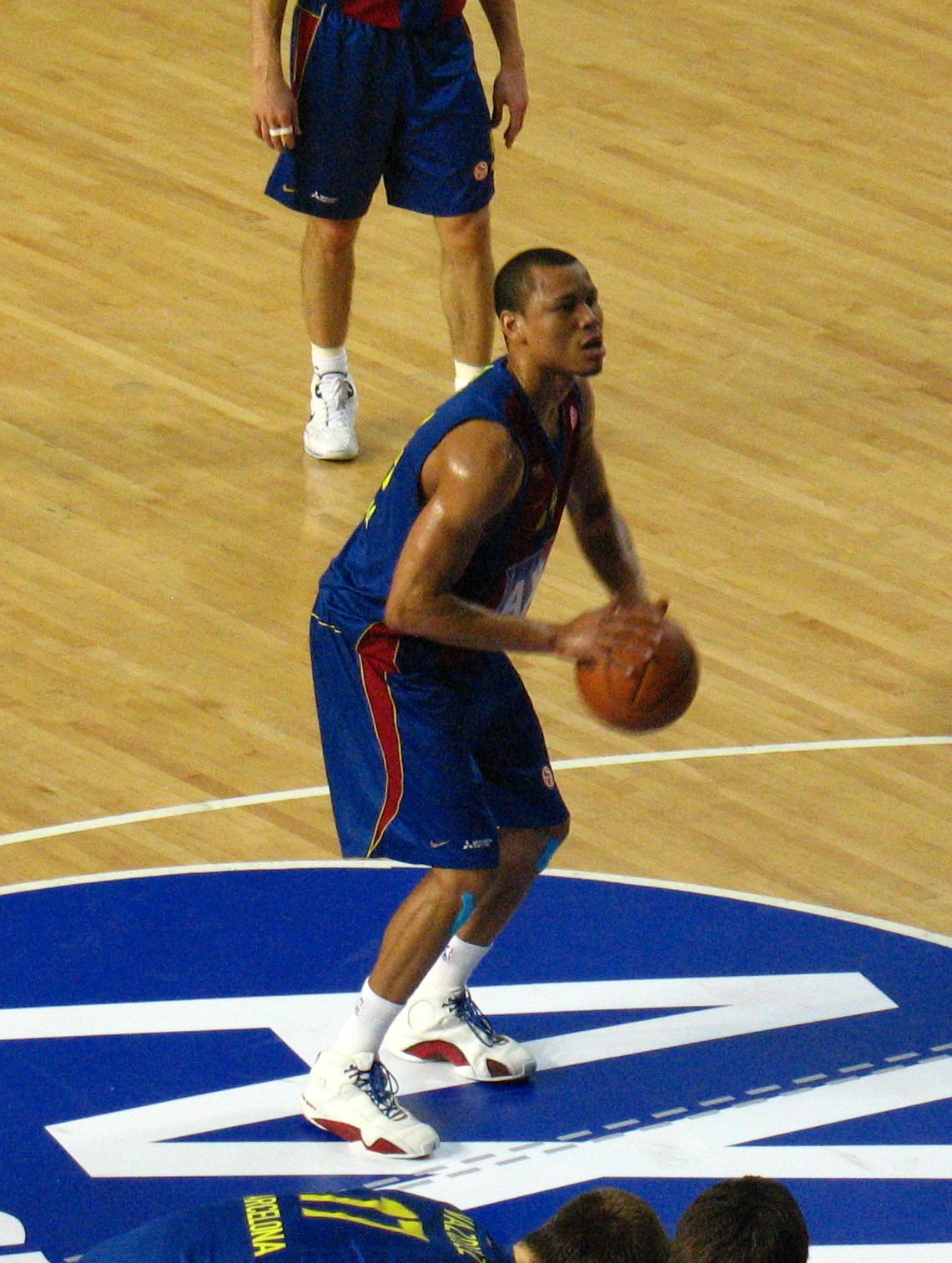
Alex Acker (ici sous le maillot du FC Barcelone en 2008), MVP des finales 2014 avec Limoges.

Sans pour autant réaliser de performances hors du commun, Alex Acker s'est montré très précieux dans la conquête du titre du CSP Limoges. L'ancien joueur NBA réalise un match 1 discret mais correct en cumulant 7 points à 33 % aux tirs, 6 rebonds dont 4 offensifs, 3 passes décisives et 3 interceptions pour 12 d'évaluation. Lors du deuxième match, toujours au Rhénus Sport, Acker se montre extrêmement adroit et termine avec la meilleure performance limougeaude (15 points à 67 % dont 3/4 à trois points, 4 rebonds, 2 passes, 2 interceptions et 1 contre). Deux jours plus tard, pour le match du titre, Acker est une nouvelle fois très présent tant défensivement (3 interceptions et 2 rebonds) qu'offensivement (10 points et 4 passes).

Néanmoins, sur l'ensemble de la série, l'ancien manceau n'est pas le meilleur joueur à l'évaluation. Cette distinction revient au strasbourgeois David Andersen (17,0 d'évaluation par match) mais ce dernier n'est pas parvenu à mener son équipe à la victoire. Le titre de MVP revient donc à Acker, qui succède ainsi David Lighty, MVP des finales 2013 avec Nanterre.
| Joueur     | Équipe  | Matchs | Évaluation | Points | Rebonds | Passes |
| ---------- | ------- | ------ | ---------- | ------ | ------- | ------ |
| Alex Acker | Limoges | 3      | 14,3       | 10,7   | 4,0     | 3,0    |

| Match | Joueur         | Équipe  | Évaluation | Points | Rebonds | Passes |
| ----- | -------------- | ------- | ---------- | ------ | ------- | ------ |
| 1     | Adrien Moerman | Limoges | 19         | 16     | 9       | 0      |
| 2     | Alex Acker     | Limoges | 20         | 15     | 4       | 2      |
| 3     | Alex Acker     | Limoges | 11         | 10     | 2       | 4      |

## Extra-sportif

### Engouement populaire
Dans la continuité de la ferveur entourant les exploits de la JSF Nanterre,, de l'organisation en France du championnat d'Europe féminin 2013 et du titre de champion d'Europe de l'équipe de France masculine à la fin de l'été, les playoffs 2014 de Pro A ont connu un véritable succès populaire, remplissant les salles et faisant renaître une ferveur dans certaines villes : une fréquentation moyenne en demi-finales de playoffs de 5 300 spectateurs (1 500 de plus qu'en saison régulière), seul le troisième match de la série entre Nancy et Strasbourg ne s'étant pas joué à guichets fermés.
Les billets des matchs décisifs des demi-finales ont été écoulés en moins d'une heure sur internet et aux boutiques des clubs de Limoges et de Strasbourg dont la salle, jugée d'habitude comme plutôt froide, est à nouveau comble pour ces playoffs.
Lors des demi-finales, la LNB précise que le taux de remplissage des salles atteint 88 %, soit 5 430 spectateurs en moyenne, contre 81% et 3 880 spectateurs en saison régulière.

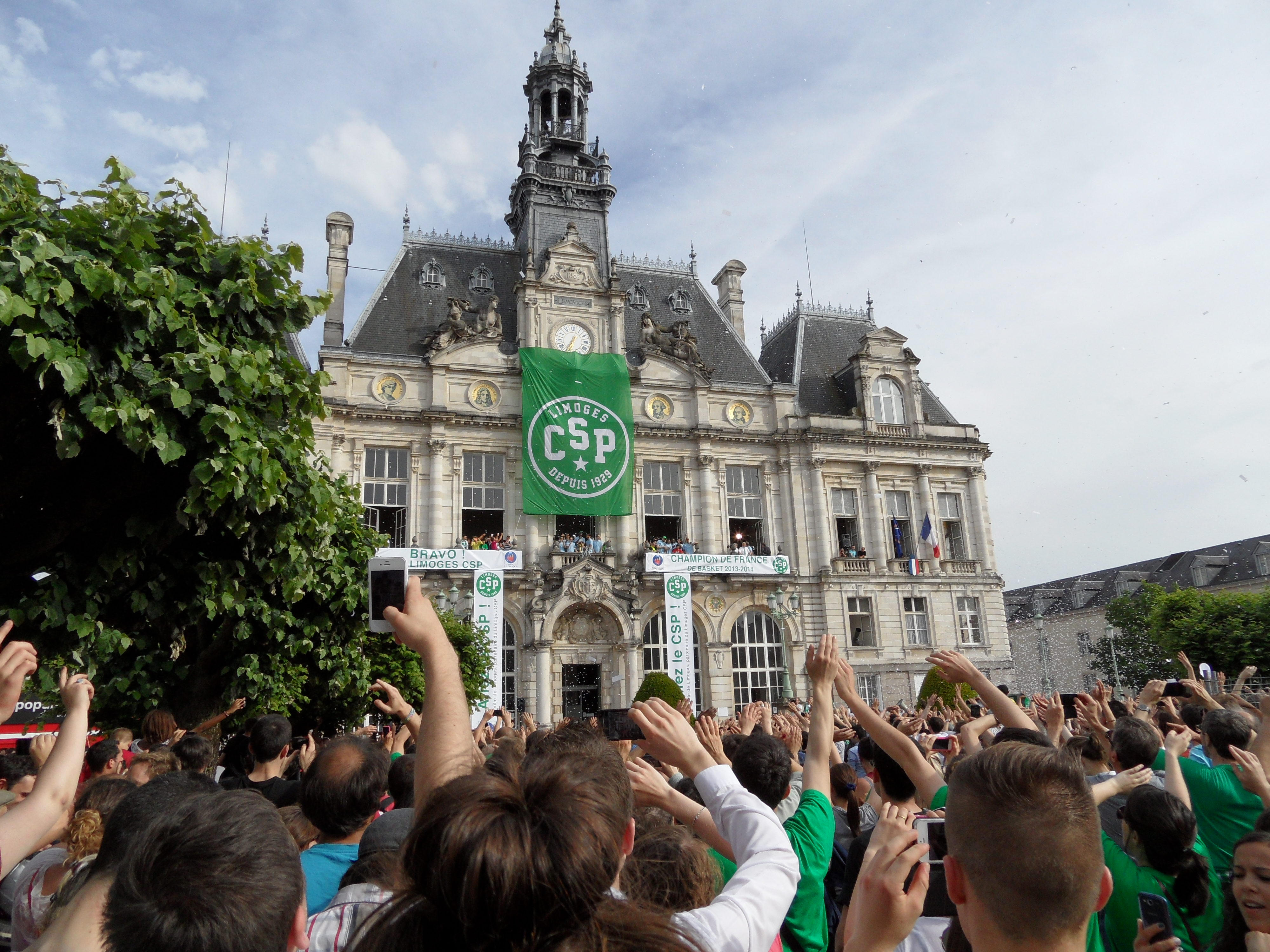
L'équipe du Limoges CSP présente le trophée de champion de France de basket-ball 2014 au balcon de l'hôtel de ville de Limoges.

Le CSP Limoges, dont le retour historique à ce niveau de compétition n'est pas étranger à l'intérêt médiatique du championnat de France, décide ainsi de vendre les places du troisième match de la finale uniquement à la boutique du club, la veille de la rencontre. De nombreuses personnes ont attendu dans la rue toute la nuit son ouverture. Devant la forte demande, le stade d'honneur attenant au Palais des Sports de Beaublanc, habituellement utilisé pour les rencontres de rugby de l'USA Limoges, est exceptionnellement ouvert pour accueillir 4 000 personnes supplémentaires avec la possibilité de suivre le match sur écran géant. Au terme de la rencontre, la ville de Haute-Vienne explose de joie et fête dignement ses héros, comme aux plus grandes heures du CSP sur la scène nationale et européenne[source insuffisante]. Il s'agit du dixième titre national pour le CSP, qui dépasse ainsi l'Élan béarnais, son rival historique.

### Retransmissions télévisées
Sur les vingt-trois rencontres proposées dans ces playoffs, seulement quatre n'ont pas été retransmises à la télévision, dix-huit ont été diffusées sur Canal+ Sport (puis rediffusées en différé sur Sport+) et une seule sur Canal+. Cette couverture médiatique de l'événement a été possible grâce à la nouvelle formule instaurée par la LNB (demi-finales et finale en 5 manches). Ainsi, les playoffs se déroulant sur 24 jours (du 12 mai au 5 juin), les télévisions ont été en mesure de proposer un match par soir de compétition (soit 18 soirées). En comparaison, en 2013, Sport+, unique chaîne à retransmettre les playoffs, avait proposé 13 rencontres. D'après David Cozette (commentateur) : « les audiences sont sensiblement supérieures aux matchs diffusés sur Canal+Sport pendant la saison, et sur Sport+. On sent un engouement et on s'attendait pas forcément à une telle réussite. ». L'aspect « dramatique » de ces « feuilletons » en cinq manches est un point crucial, toujours selon Cozette : « C'est un véritable feuilleton à faire vivre pour les téléspectateurs. Cette année, on a eu la chance d'avoir des matchs quasiment tous très serrés. Le climax monte et cela permet d'avoir toujours une histoire à raconter ».

## Statistiques

### Leaders individuels
| Catégorie                     | Joueur             | Équipe            | Moyenne        | Joués |
| ----------------------------- | ------------------ | ----------------- | -------------- | ----- |
| Évaluation par match          | Mykal Riley        | Dijon             | 21,71          | 7     |
| Points par match              | Mykal Riley        | Dijon             | 21,00          | 7     |
| Rebonds par match             | Randal Falker      | Nancy             | 9,75           | 8     |
| Rebonds défensifs par match   | Adrien Moerman     | Limoges           | 6,90           | 10    |
| Rebonds offensifs par match   | Florent Piétrus    | Nancy             | 4,63           | 8     |
| Passes décisives par match    | Antoine Diot       | Strasbourg        | 5,33           | 9     |
| Interceptions par match       | A. J. Slaughter    | Chalon-sur-Saône  | 2,33           | 3     |
| Balles perdues par match      | Mykal Riley        | Dijon             | 3,86           | 7     |
| Contres par match             | Randal Falker      | Nancy             | 2,75           | 8     |
| Fautes par match              | Dounia Issa        | Le Mans           | 4,00           | 2     |
| Fautes provoquées par match   | Elton Brown        | Paris Levallois   | 5,67           | 3     |
| Dunks par match               | Clint Capela       | Chalon-sur-Saône  | 2,00           | 3     |
| Pourcentage aux tirs          | Uche Nsonwu-Amadi  | Lyon-Villeurbanne | 75,00 %        | 2     |
| Pourcentage aux lancer-francs | Thomas Abercrombie | Lyon-Villeurbanne | 100,00 % (6/6) | 2     |
| Pourcentage à 2 points        | Uche Nsonwu-Amadi  | Lyon-Villeurbanne | 75,00 %        | 2     |
| Pourcentage à 3 points        | Pape Sy            | Le Mans           | 75,00 %        | 2     |

### Records individuels
| Catégorie                   | Joueur                                               | Équipe                   | Statistique        | Match |
| --------------------------- | ---------------------------------------------------- | ------------------------ | ------------------ | --- |
| Points marqués              | Mykal Riley Mykal Riley                              | Dijon                    | 31                 | 13 mai 2014 (au Mans) 15 mai 2014 (au Mans)                                                                                |
| Tirs marqués                | Mykal Riley                                          | Dijon                    | 12 (sur 17 tentés) | 15 mai 2014 contre Le Mans - Quart match 2                                                                                 |
| Tirs à trois points marqués | J. R. Reynolds                                       | Limoges                  | 6 (sur 8 tentés)   | 12 mai 2014 contre Villeurbanne - Quart match 1                                                                            |
| Lancers francs marqués      | T. J. Campbell                                       | Dijon                    | 10 (sur 10 tentés) | 15 mai 2014 contre Le Mans - Quart match 2                                                                                 |
| Rebonds                     | Randal Falker                                        | Nancy                    | 16                 | 28 mai 2014 à Strasbourg - Demie match 5                                                                                   |
| Rebonds offensifs           | Randal Falker Florent Piétrus Randal Falker          | Nancy                    | 7                  | 24 mai 2014 (contre Strasbourg) 24 mai 2014 (contre Strasbourg) 26 mai 2014 (contre Strasbourg) 28 mai 2014 (à Strasbourg) |
| Rebonds défensifs           | Paul Harris Adrien Moerman                           | Nancy Limoges            | 10                 | 17 mai 2014 (contre Paris) 25 mai 2014 (à Dijon)                                                                           |
| Passes décisives            | Taurean Green                                        | Limoges                  | 12                 | 27 mai 2014 contre Dijon - Demie match 5                                                                                   |
| Interceptions               | Taurean Green Andre Harris Axel Toupane Antoine Diot | Limoges Dijon Strasbourg | 4                  | 14 mai 2014 (à Villeurbanne) 23 mai 2014 (contre Limoges) 5 juin 2014 (à Limoges) 5 juin 2014 (à Limoges)                  |
| Contres                     | Randal Falker                                        | Nancy                    | 5                  | 24 mai 2014 contre Strasbourg - Demie match 3                                                                              |
| Balles perdues              | Randal Falker Mykal Riley                            | Nancy Dijon              | 6                  | 22 mai 2014 (à Strasbourg) 23 mai 2014 (contre Limoges)                                                                    |
| Évaluation                  | Mykal Riley                                          | Dijon                    | 37                 | 15 mai 2014 contre Le Mans - Quart match 2                                                                                 |

### Meilleur joueur à l'évaluation par tour
| Tour          | Joueur         | Équipe     | Matchs joués | Évaluation | Points | Rebonds | Passes |
| ------------- | -------------- | ---------- | ------------ | ---------- | ------ | ------- | ------ |
| 1/4 de finale | Mykal Riley    | Dijon      | 2            | 36,0       | 31,0   | 10,0    | 1,5    |
| 1/2 finale    | Randal Falker  | Nancy      | 5            | 20,4       | 11,2   | 11,2    | 2,2    |
| Finale        | David Andersen | Strasbourg | 3            | 17,0       | 14,7   | 9,7     | 1,3    |